# Хронологія російського вторгнення в Україну (серпень 2023)
Ця стаття є частиною хронології повномасштабного російського вторгнення в Україну з 24 лютого 2022 року, яка є частиною хронології російської збройної агресії проти України з 2014 року.
Про події попереднього місяця — див. Хронологія російського вторгнення в Україну (липень 2023), наступного — див. Хронологія російського вторгнення в Україну (вересень 2023)

## 1-10 серпня

### 1 серпня
Окупаційна армія Росії у ніч на 1 серпня завдала ударів по Салтівському та Шевченківському районах Харкова за допомогою безпілотників. Дрони поцілили у гуртожиток та спортивний об'єкт. Внаслідок атаки дістав поранення і був госпіталізований 63-річний охоронець. За інформацією начальника поліції Харківської області Володимира Тимошко, Російська Федерація випустила по місту сім «Shahed».
Ввечері місцеві медіа повідомляли про «приліт» у житловому масиві на півдні Севастополя в районі Балаклава. У центрі також видно дим у районі Цукрової Голівки.

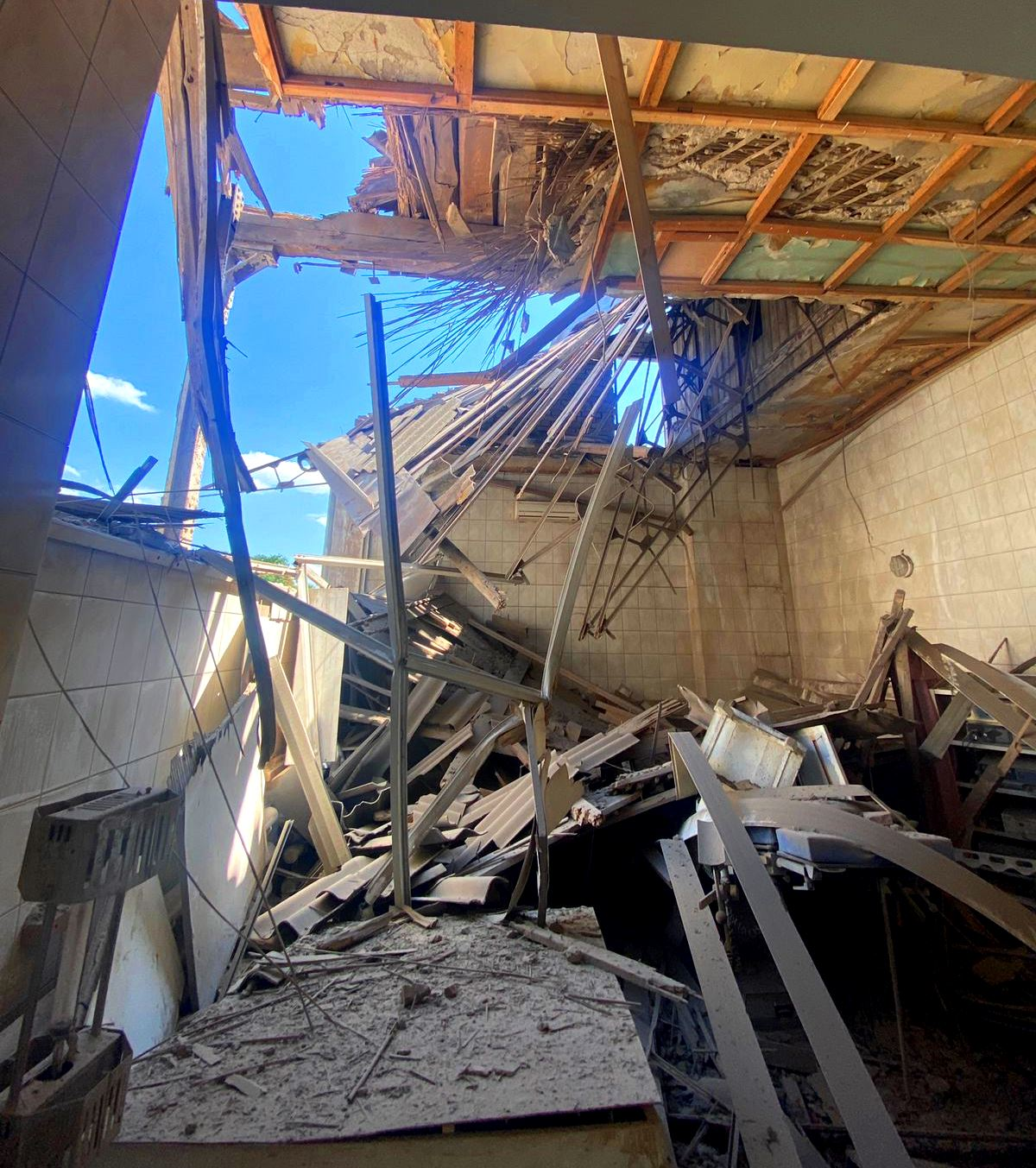
Херсонська лікарня після обстрілу 1 серпня

Російські війська обстріляли село Першотравневе в Харківській області, в результаті чого загинула літня жінка і був поранений чоловік. Об 11:10 росіяни здійснили напад на медичний заклад у Херсоні, в результаті чого загинув молодий лікар і була поранена медсестра.

Два вертольоти Білорусі порушили державний кордон Польщі у районі прикордонного села Біловежа. У вечірньому зверненні постійний представник США при ООН Лінда Томас-Грінфілд, зазначила, що:
«Будь-яка атака з боку „Вагнера“ на Польщу буде розцінена як атака Росії» 
Оскільки Польща є членом НАТО, це буде розцінюватися як напад Росії на Альянс.

### 2 серпня

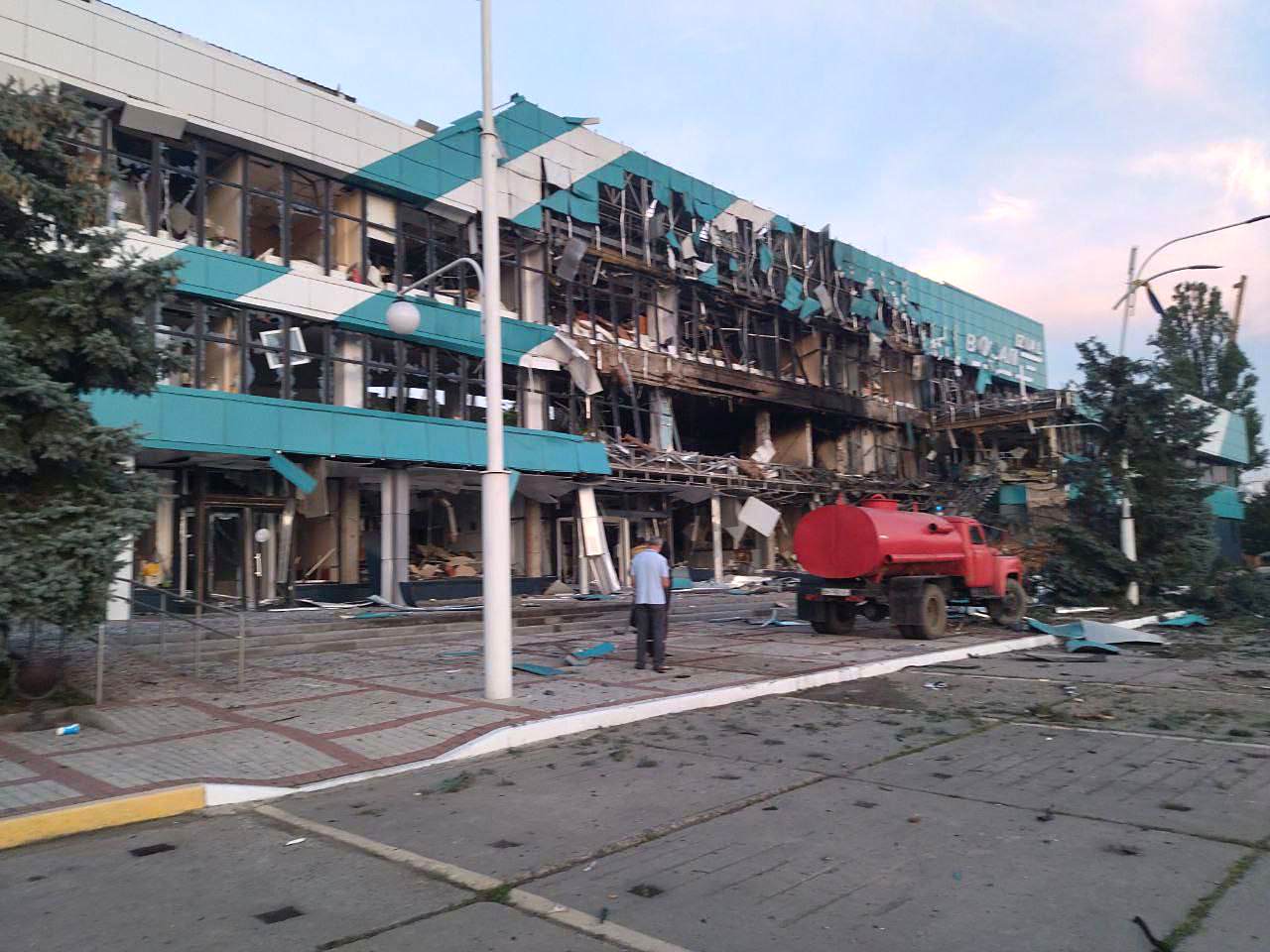
Руйнування Морського вокзалу в Ізмаїлі 2 серпня

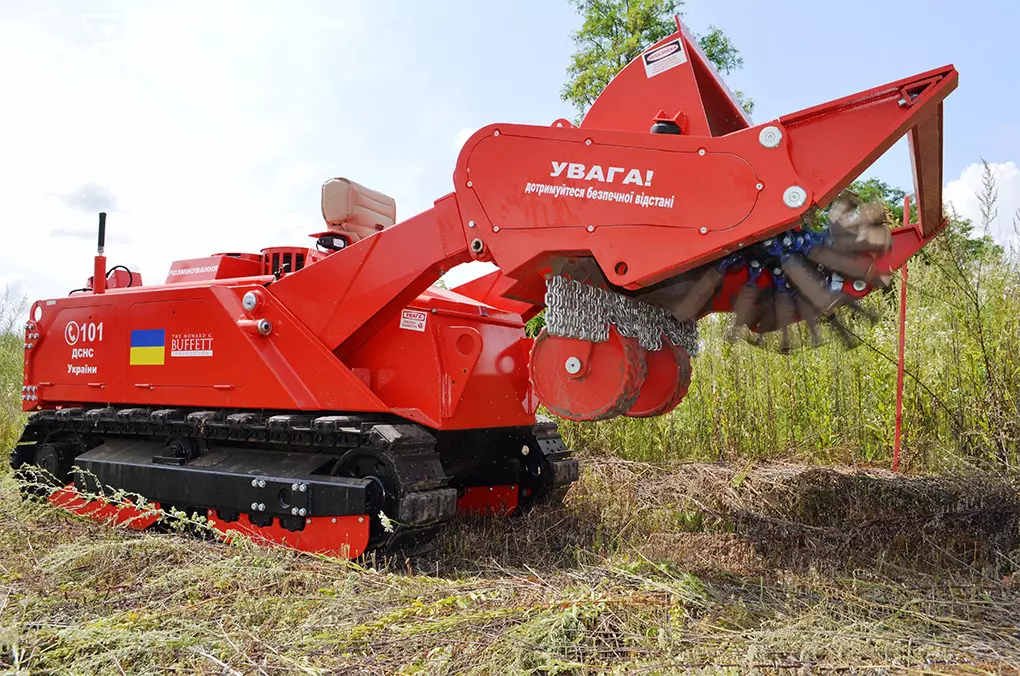
Робота машини для розмінування в Чернігівській області, 2 серпня

Вночі російські окупанти з трьох напрямків атакували територію України іранськими ударними безпілотниками типу «Shahed», 23 з яких було вражено силами ППО, але є й влучання по портовій інфраструктурі Одещини. 40 тис. тонн зерна знищено під час нічної атаки рашистів на порт Ізмаїл в Одеській області, через атаку рашистів на цьому порту ціни на пшеницю в світі виросли на 6,5 %.
Також є пошкодження приватного майна в Києві, так внаслідок падіння уламків у Солом'янському районі пошкоджено фасад адмінбудівлі з 9 по 11 поверх.

### 3 серпня
Вночі російські війська засобами артилерії обстріляли два райони Дніпропетровщини — Нікопольський та Синельниківський. Є влучання у приватні домоволодіння, школу та ЛЕП.
Начальник Київської міської військової адміністрації Сергій Попко повідомив, що сили ППО знищили на підльоті до Києва майже півтора десятка повітряних цілей.
На початку робочого дня російськими військами було обстріляно Свято-Катерининський собор в Херсоні. У цей момент повз собор проїжджав тролейбус, який віз людей на роботу. Поранення отримали жінка та двоє чоловіків. Від повторного обстрілу постраждали 4 рятувальники, що виїхали після першої атаки гасити пожежу в храмі. За добу російські окупанти випустили по Херсонщині 241 снаряд, унаслідок обстрілу дев'ять осіб дістали поранення.
Росія обстрілює Україну ракетами, які Київ передав Москві за газові борги наприкінці 1999 року. Так проекту «Схеми» вдалось ідентифікувати залишки збитих ракет, які Київ передав Москві разом з 8 важкими бомбардувальниками Ту-160 і трьома Ту-95МС, всього було надано 575 крилатих ракет Х-55. За це Росія компенсувала Україні борг за російський газ — на суму 275 мільйонів гривень.

### 4 серпня

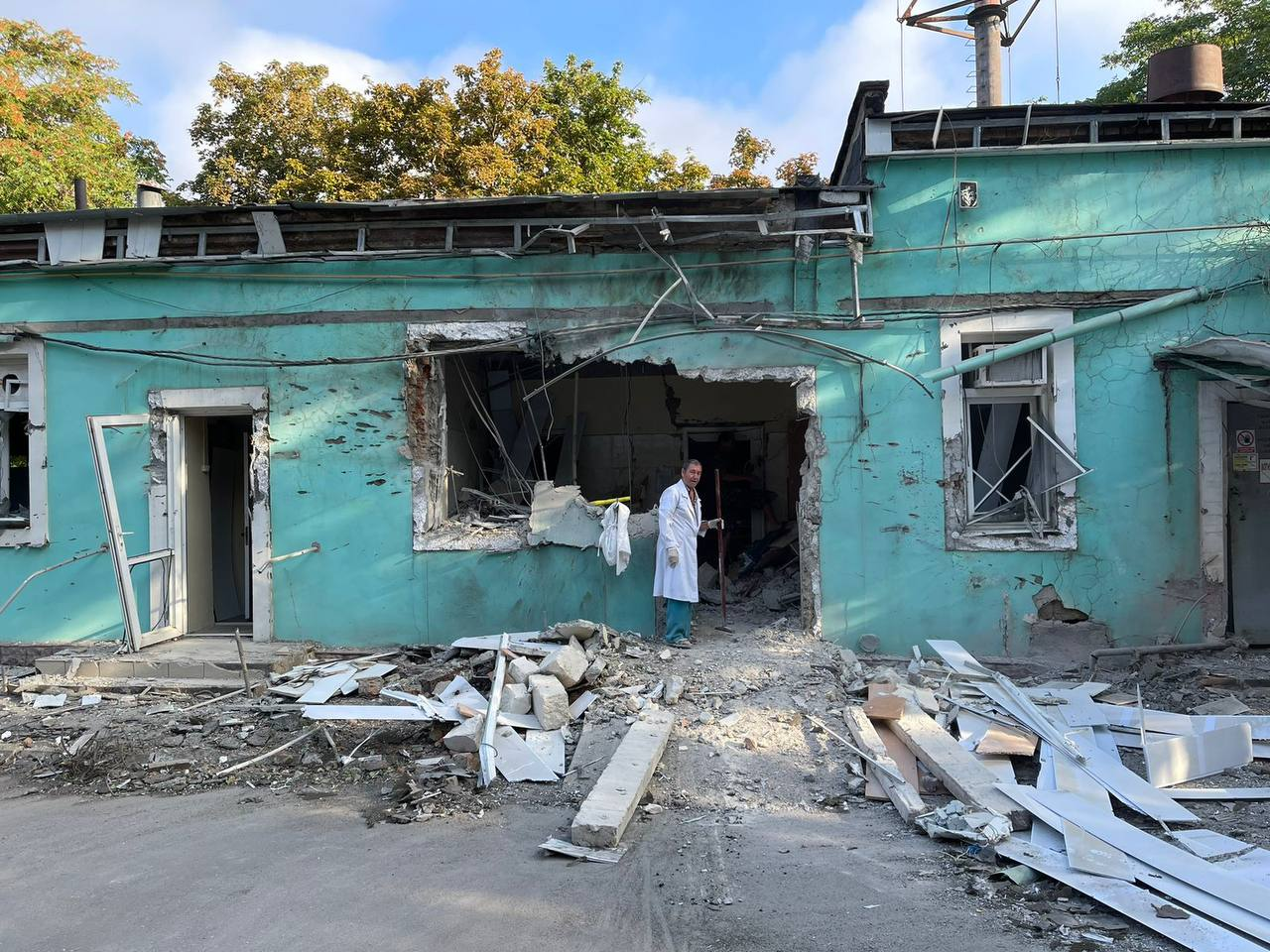
Руйнування в херсонській лікарні імені Є. Є. Карабелеша від обстрілу 4 серпня

Вночі російською артилерією було пошкоджено будівлю лікарні в Херсоні (вже обстріляної три дні тому).

В ніч на 4 серпня 2023 року СБУ разом з Військово-морськими силами ЗСУ провела спецоперацію в бухті Новоросійська. З допомогою надводного безпілотного човна MAGURA V5 було пошкоджено великий десантний корабель «Оленегорский горняк».
«На півдні, де триває наступальна операція українських військ, Сили оборони подекуди вже прорвали першу лінію оборони й зараз постають перед певними труднощами на наступній, проміжній». про це повідомила заступниця Міністра Оборони — Ганна Маляр. 
Протягом доби російські війська намагались наступати в районі Новопокровки, але безуспішно. Про це йдеться у вечірньому зведенні Генштабу ЗСУ. Протягом доби на фронті відбулось 30 бойових зіткнень.
На Куп'янському і Лиманському напрямках російські війська вели обстріли по прифронтових населених пунктах. На Бахмутському напрямку Сили оборони стримують противника в районах Кліщіївки та Курдюмівки. На Авдіївському напрямку ЗСУ успішно відбили атаки російських військ в районі Авдіївки. На Мар'їнському напрямку Сили оборони продовжують стримувати наступ російських військ в районах Мар'їнки та Красногорівки. На Шахтарському напрямку ворог здійснив безуспішні спроби відновити втрачене положення в районі Благодатного. На Запорізькому напрямку противник вів безуспішні наступальні дії в районі Новопокровки. Сили оборони України продовжують ведення наступальної операції на Мелітопольському та Бердянському напрямках, закріплюються на досягнутих рубежах, здійснюють заходи контрбатарейної боротьби, повідомляє Генеральний штаб України.

### 5 серпня
Вночі в акваторії Чорного моря був уражений російський танкер SIG. Він займався доставкою нафтопродуктів для військ РФ, ще з 2019 року танкер знаходиться під санкціями США за доставку нафтопродуктів в Сирію.
Російські війська вночі двічі обстріляли Херсон з артилерії. Було атаковано Корабельний та Суворовський райони. Поранення отримали двоє жителів.
На Донецькому напрямку Авдіївка зазнала масованого артобстрілу, поранено 1 людину. У Курахівській громаді обстріляні Курахове, Курахівка і Дальнє. Протягом доби відбувалися обстріли Красногорівки і Костянтинівки Мар'їнської громади.
Україна оголосила акваторії шести російських портів у Чорному морі такими, що перебувають під воєнною загрозою. Йдеться про акваторії внутрішнього та зовнішнього рейдів російських портів Анапа, Новоросійськ, Геленджик, Туапсе, Сочі та Тамань. (Наказ № 5 Військово-морських сил України від 04 серпня 2023 року).
В 22:40 рашисти скинули керовану авіабомбу на центр переливання крові у Куп'янську, 2 людини загинули та 4 поранені.
Протягом доби відбулось понад 30 бойових зіткнень. На Сіверському та Слобожанському напрямках ворог завдав авіаційних ударів в районах Одноробівка, Стрілеча, Гатище Харківської області. Здійснив мінометні та артилерійські обстріли понад 30 населених пунктів, зокрема це Бучки, Грем'яч, Веселе Чернігівської області; Середина-Буда, Бобилівка, Студенок, Миропілля, Грабовське Сумської області та Караїчне, Бударки і Землянки на Харківщині. На Куп'янському напрямку українські війська стійко тримають оборону, успішно відбили атаки противника в районах Вільшаної та Синьківки. Ворог завдав авіаційних ударів біля Кислівки та Крохмального. Артилерійських і мінометних обстрілів противника зазнали понад 10 населених пунктів, серед них Фиголівка, Дворічна, Западне, Куп'янськ, Кислівка та Берестове Харківської області.
На Лиманському напрямку ворог вів безуспішні наступальні дії в районі Білогорівки Луганської області. Завдав авіаційних ударів в районах Невське і Білогорівка на Луганщині та Торське, Серебрянка, Діброва і Спірне Донецької області. Артилерійських обстрілів противника зазнали населені пункти Кузьмине, Білогорівка, Торське, Верхньокам'янське, Спірне та Роздолівка.
На Бахмутському напрямку сили оборони стримують противника в районі Курдюмівки. Ворог завдав авіаційних ударів в районах Хромового, Кліщіївки, Ступочок, Диліївки, Олександро-Шультиного та Нью-Йорка Донецької області. Від ворожих артилерійських обстрілів постраждали понад 15 населених пунктів, серед них Тихонівка, Часів Яр, Кліщіївка, Біла Гора, Предтечине та Північне Донецької області.

### 6 серпня
В ніч з 5 на 6 серпня ворог застосував 14 «Калібрів» та три «Кинджали». 12 із 14 «Калібрів» було знищено, щодо «Кинджалів» інформацію не оприлюднюють. У ніч на 6 серпня РФ атакувала ударними БпЛА, «Калібрами» та ракетами Х-101/Х-555. Знищено усі 27 дронів, 5 із 6 «Калібрів» та 13 із 20 ракет Х-101/Х555. Володимир Зеленський у вечірньому зверненні заявив, що «Кинджали» й «Калібри» били по «Мотор Січі» та по Хмельниччині. Частину ракет, за його словами, було збито.
У Хмельницькій ОВА повідомили, що в області вибуховою хвилею пошкоджено покрівлю, двері та вікна в декількох приватних житлових будинках, вибито вікна в одному з комунальних закладів культури, в приміщенні автовокзалу та в комерційному приміщенні. Була серія вибухів в Старокостянтинівській та Хмельницькій громадах.
Російські окупанти здійснили атаку на Запорізьку область. В результаті ворожого обстрілу в одній з дев'ятиповерхівок Оріхова сталась пожежа. Пізніше пожежу ліквідували. Жертв та постраждалих немає.
Сили оборони України продовжують ведення наступальної операції на Мелітопольському та Бердянському напрямках, закріплюються на досягнутих рубежах, здійснюють заходи контрбатарейної боротьби.
Українські військові нанесли ракетні удари по Чонгарському та Генічеському мостах, що ведуть в окупований Крим близько 15:00. Окупанти заявили, що загалом летіло 12 ракет. Мости зазнали сутєвих руйнувань.

У Саудівській Аравії відбувся дводенний саміт радників з національної безпеки з 44 країн, включаючи Китай, США, Індію, Бразилію та Південну Африку, щоб обговорити мирне припинення війни. Їхньою метою було «консолідувати різні мирні плани», які висунули кілька держав після початку вторгнення. Як повідомляє Reuters, на зустрічі Україна мала представити «формулу миру», запропоновану Володимиром Зеленським. Росія не отримала запрошення.
«Ми мали дуже продуктивні консультації щодо ключових принципів, на яких має будуватися справедливий і міцний мир. У нас була надзвичайно чесна, відкрита розмова, під час якої представники кожної країни могли озвучити свою позицію й бачення. Були різні погляди, але всі присутні засвідчили відданість своїх країн принципам Статуту ООН, міжнародного права та поваги до суверенітету й непорушності територіальної цілісності держав. І саме на цих принципах побудована формула миру президента Зеленського, про яку ми докладно розповіли», — підкреслив керівник Офісу президента та очільник української делегації Андрій Єрмак.
За добу російські війська завдали 30 ракетних та 52 авіаційних удари, здійснили 75 обстрілів з РСЗВ по позиціях українських військ та населених пунктах. Зі свого боку авіація Сил оборони за минулу добу завдала 10 ударів по районах зосередження особового складу окупантів та 4 — по їхніх зенітно-ракетних комплексах. Підрозділи ракетних військ і артилерії протягом доби уразили 2 пункти управління, 2 райони зосередження особового складу, 2 артилерійських засоби на вогневих позиціях та одну станцію радіоелектронної боротьби росіян.

Даючи коментар виданню The New York Times на питання журналіста: «Чи хоче Росія захопити ще більше території України?» Прессекретар Російської Федерації Дмитро Пєсков сказав:
Ні. Ми просто хочемо контролювати всю землю, яку ми зараз записали в нашій конституції, як нашу.

### 7 серпня

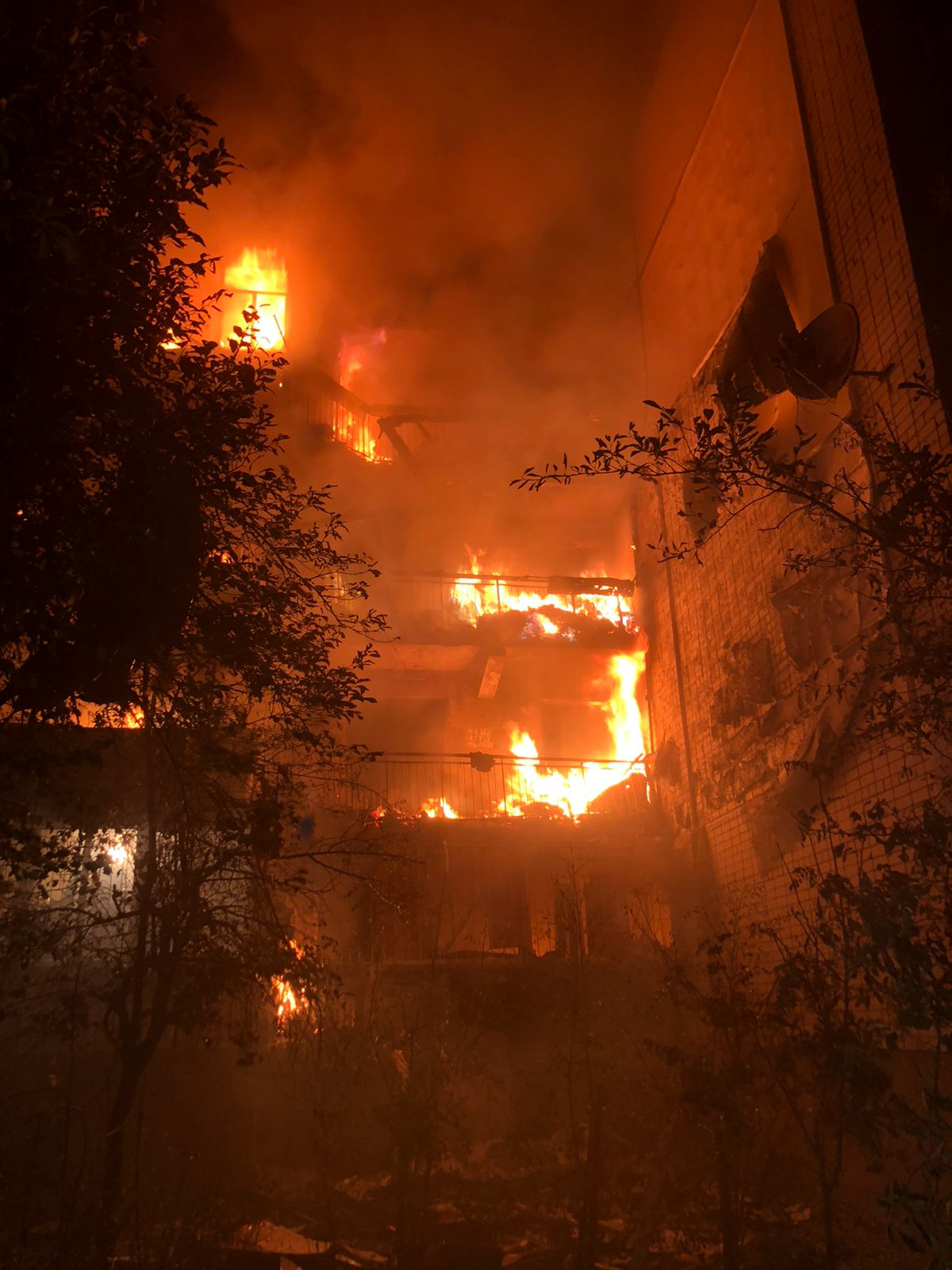
Обстріляний будинок у Херсоні

Вночі російською армією був обстріляний центр Херсона, загорівся фасад дев'ятиповерхового будинку. Загинула 1 жінка, ще 12 людей отримало поранення.
Відбувся обмін полоненими. З російського полону визволили ще 22 українських військових, які брали участь в боях на різних напрямках. Наймолодшому з них — 23 роки. Від початку повномасштабного вторгнення до 7 серпня 2023 року з російського полону вдалося повернути 2 598 українських воїнів, повідомив уповноважений Верховної Ради з прав людини Дмитро Лубінець.
Російські війська завдали удару по селу Кругляківка та Кучерівка Куп'янського району. Попередньо, ворог застосував керовані авіабомби ФАБ-250, зруйновані житлові будинки. Було пошкоджено 6 житлових будинків, унаслідок чого загинули 45-річна жінка та 65-річний чоловік, а також четверо громадян — двоє чоловіків (46, 59, 61 років) і жінка (60 років) — були поранені та доставлені до лікарні.
Ввечері російські війська влучили в житловий будинок у Покровську, Донецької області двома ракетами «Іскандер». Кількість постраждалих зросла до 81. З них — 29 працівників поліції, 7 рятувальників та 2 дітей. Загинуло 10 осіб. Під час повторного обстрілу, який був за кілька хвилин після першого, загинув заступник начальника Головного управління ДСНС у Донецькій області — Андрій Омельченко.
Російські окупанти 68 разів обстріляли Херсонську область, випустивши 342 снаряди з мінометів, артилерії, танків і БПЛА, одна людина загинула і 13 дістали поранень, повідомляє голова обласної військової адміністрації (ОВА) Олександр Прокудін.

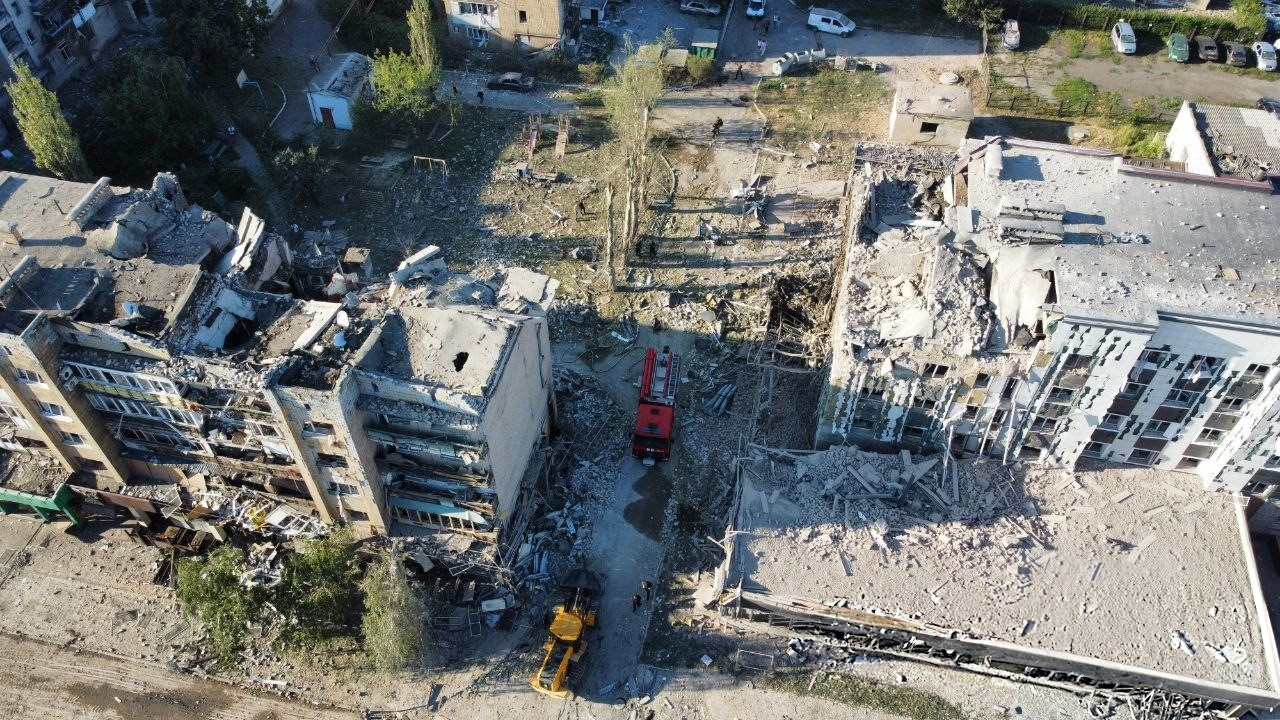
Зруйновані будинки в Покровську

За даними ISW, українські війська продовжували контрнаступ щонайменше на двох ділянках фронту, здійснюючи атаки по лінії Куп'янськ — Сватове — Кремінна, під Бахмутом, по лінії Авдіївка — Донецьк, вздовж адміністративного кордону Донецької та Запорізької областей і в західній частині Запорізької області. Російська армія та окупаційна влада продовжували намагатися пом'якшити наслідки нещодавніх українських атак на логістичні вузли вздовж ключових російських ліній зв'язку, що з'єднують окупований Крим з Херсонською областю. Крім того, російська окупаційна влада продовжувала використовувати методи залякування для примусу українського цивільного населення на окупованих територіях до прийняття російського громадянства.

### 8 серпня
Сили оборони України продовжують ведення наступальної операції на Мелітопольському та Бердянському напрямках. Протягом доби відбулось близько 20 бойових зіткнень.
На Волинському та Поліському напрямках оперативна обстановка без суттєвих змін.
На Сіверському та Слобожанському напрямках ворог завдав авіаційних ударів в районах Грем'ячки та Леонівки Чернігівської області. Здійснив мінометні та артилерійські обстріли понад 15 населених пунктів, зокрема це Володимирівка, Синьківка, Ясна Поляна Чернігівської області; Атинське, Степок Сумської області та Стрілеча, Пильна, Гатище на Харківщині.
На Куп'янському напрямку українські війська стійко тримають оборону.
Ворог завдав авіаційних ударів в районах Синьківки і Котлярівки Харківської області та Новоселівського Луганської області. Артилерійських і мінометних обстрілів противника зазнали понад 10 населених пунктів, серед них Фиголівка, Новомлинськ, Дворічна, Кучерівка, Куп'янськ Харківської області.
На Лиманському напрямку противник завдав авіаційних ударів в районах Білогорівки Луганської області та Тернів, Серебрянки, Спірного і Веселого. Артилерійських обстрілів противника зазнали населені пункти Білогорівка Луганської області та Верхньокам'янське, Спірне, Роздолівка.
На Бахмутському напрямку українські війська стійко тримають оборону, успішно відбили атаки противника на околицях Кліщіївки. Противник завдав авіаційних ударів в районах Краматорськ, Маркове, Кліщіївка, Північне та Нью-Йорк. Від ворожих артилерійських обстрілів постраждали понад 10 населених пунктів, серед них Васюківка, Оріхово-Василівка, Маркове, Богданівка, Іванівське Донецької області.
На Авдіївському напрямку, сили оборони відбили атаки російських військ в районах Авдіївки та Сєверного. Артилерійських обстрілів зазнали Авдіївка, Тоненьке, Соловйове, Первомайське та Карлівка на Донеччині.

### 9 серпня
Ряд російських джерел заявляли, що українські війська висадилися на східному березі Дніпра біля населеного пункту Козачі Лагері та змогли прорвати російські оборонні рубежі, просунувшись вглиб до 800 метрів. Джерелами наголошувалося, що російське командування нещодавно передислокувало підрозділи особового складу російських ВДВ із району населеного пункту у Запорізьку область та замінило їх мобілізованими бійцями, тим самим послабивши оборону російських військ у цьому районі. На відбиття української ДРГ було відіслане розвідувальне відділення, що очолив комбат 1822-го батальйону ЗС РФ (Самарський полк), майор під прізвищем Томов, але воно зникло і не виходило у встановлений час на зв'язок.

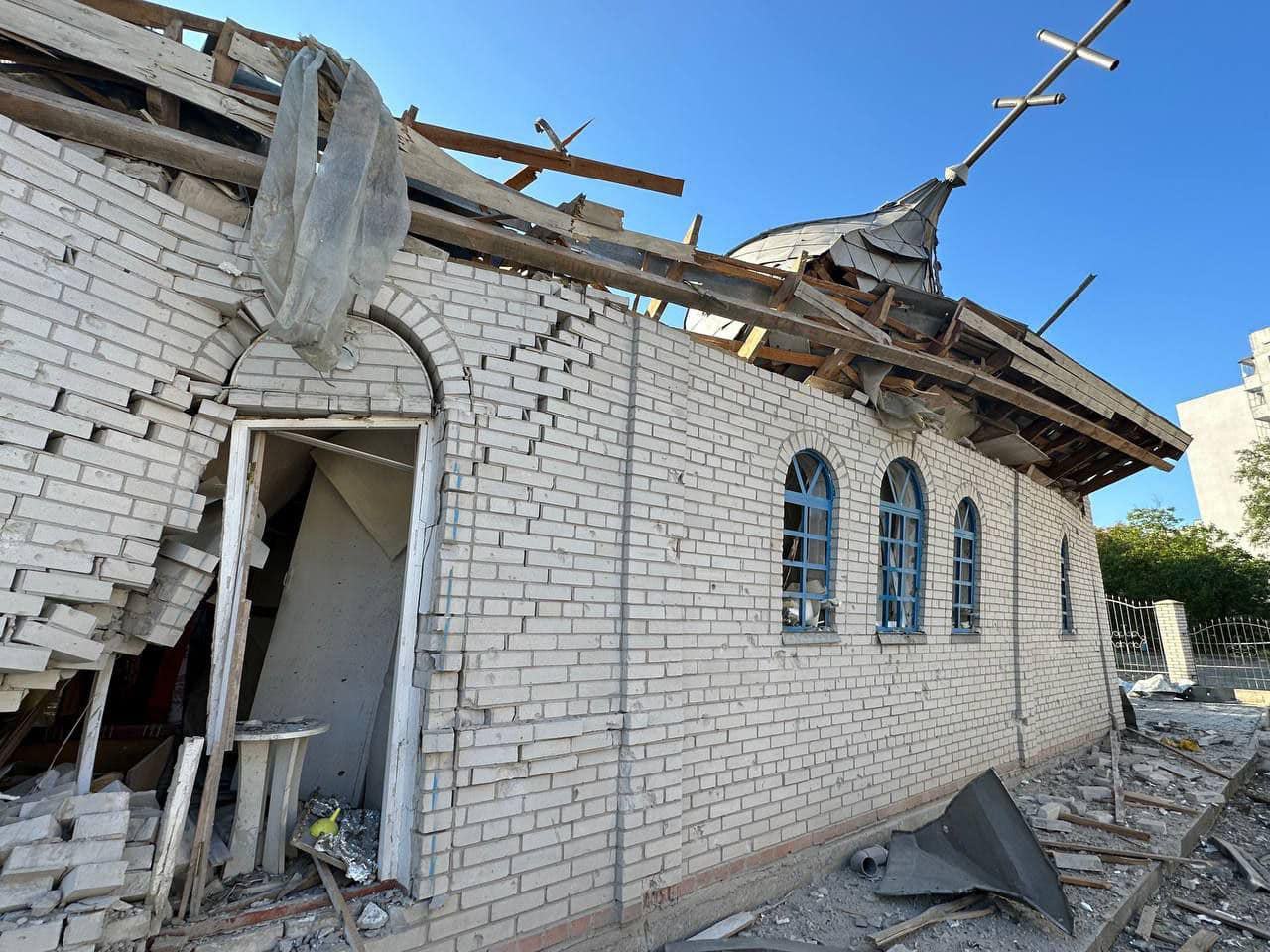
Зруйнована церква в Запоріжжі. 10.08.2023

Міністерство оборони РФ заявило про збиття засобами ППО двох безпілотних літальних апаратів над територією Московської області, охарактеризувавши те, що сталося, як «запобігання теракту». Мер Москви Сергій Собянін уточнив, що один літак був збитий у районі Домодєдово у районі міжнародного аеропорту, а інший — у районі Мінського шосе.
Українська армія взяла на себе відповідальність за атаку на російський командний пункт у Новій Каховці близько 10 години ранку.
Німеччина передала черговий пакет військової допомоги Україні, до якого увійшли дві пускові установки ЗРК Patriot.
Також у новий пакет допомоги увійшли:
- 10 гусеничних всюдиходів підвищеної прохідності Bandvagn 206;
- 6 525 димових снарядів калібру 155 мм;
- матеріали для знешкодження вибухонебезпечних предметів;
- 5 машин прикордонної охорони;
- 4 розвідувальні дрони VECTOR;
- 1163 біноклів;
- 6 тягачів 8x8 HX81 і 5 напівпричепів;
- 2 вантажно-розвантажувальні машини 8x6;
- 100 кулеметів MG5;
- 40 тисяч аптечок;
- 20 тисяч захисних окулярів.

О 20:35 російські війська завдали ракетного удару по Запоріжжю. Зруйновано храм та торговельні точки у Шевченківському районі міста. Відомо про трьох загиблих та 9 постраждалих.
Три людини загинули і 11 постраждали під час обстрілу Донецька.

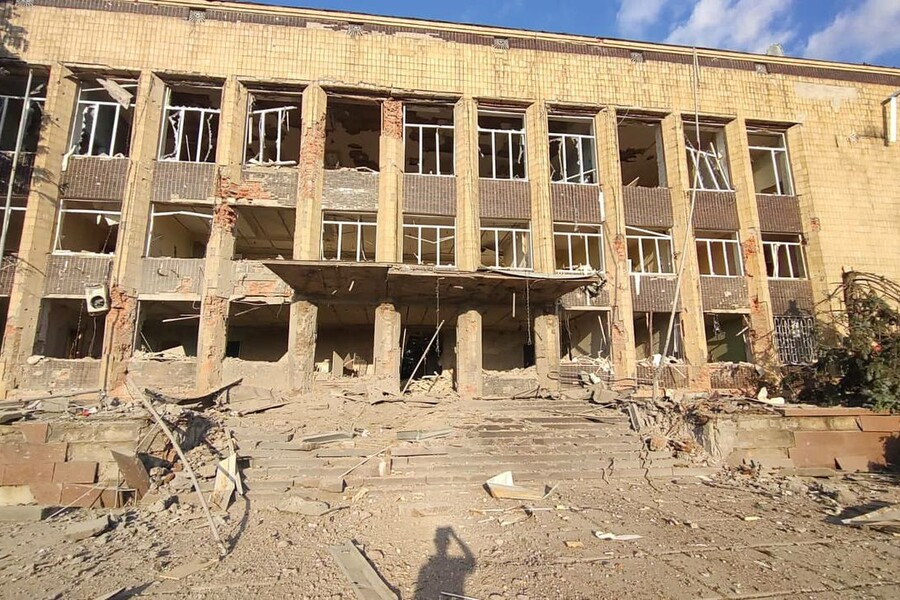
Руйнування міської ради в Куп'янську. 10 серпня 2023

### 10 серпня

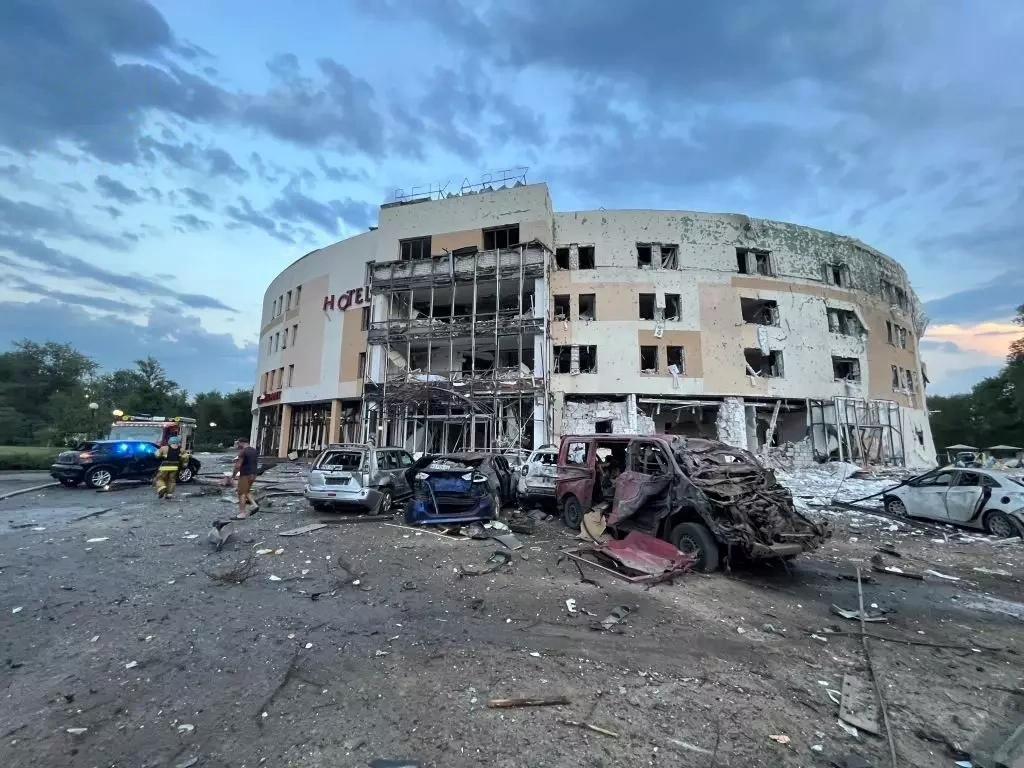
Зруйнований готель «Optima Zaporizhia» в Запоріжжі. 10.08.2023

Близько опівночі російські війська завдали удару керованою авіабомбою ФАБ-250 по будівлі міськради Куп'янська. Постраждало дві людини. У 7:30 було завдано ракетного обстрілу міста, прилетіло по п'ятиповерховому будинку.
Вночі на Рівненщині в місті Дубно російськими безпілотниками було зруйновано нафтобазу. Атака тривала з 23:00 по 4:00. Усього російські окупанти застосували 10 ударних БпЛА «Shahed-136/131».
На Харківщині оголошена обов'язкова евакуація з окремих громад Куп'янського району. Керівник Куп'янської МВА Андрій Беседін сказав, що люди, які відмовлятимуться від евакуації, мусять написати про це офіційний лист-відмову.
Близько 20:00 російські окупанти обстріляли готель «Optima Zaporizhia» в Запоріжжі. Одна людина загинула, 16 постраждали.

## 11-20 серпня

### 11 серпня
Сили оборони України мають успіхи на Таврійському напрямку. «За останню добу втрати ворога вбитими, пораненими та полоненими склали 257 осіб (загиблі — 49, поранені — 208). Знищено 16 одиниць військової техніки противника. Зокрема, 4 ББМ, 3 артилерійських системи та міномети, 1 РСЗВ, 1 БпЛА, 5 одиниць автомобільної та 2 одиниці спеціальної техніки. Також було знищено 5 складів боєприпасів», — уточнив генерал Олександр Тарнавський.
Український штаб повідомив, що наступ тривав у напрямку Мелітополя та Бердянська, заглиблюючись у зайняті райони та атакуючи контрбатарейним вогнем. Російські терористичні війська зосередилися на атаках у напрямку Куп'янська, Бахмута, Авдіївки, Мар'їнки та Шахтарська, де було відбито понад 30 атак. На Куп'янському напрямку російські війська провели невдалі атаки в районі Синьківки та Іванівки. На Бахмутському напрямку невдалі обстріли відбулися у районі Богданівки, Ключівки та Білої Гори. На Авдіївському та Мар'їнському напрямках українські війська відбили атаки російських військ поблизу Авдіївки та Мар'їнки. На Шахтарському напрямку були невдалі спроби повернути втрачені позиції в районі Урожайного. Протягом дня російські окупанти здійснили п'ять ракетних ударів, 31 авіаудар та 49 обстрілів українських позицій та населених пунктів, є загиблі та поранені серед мирного населення, зруйновані об'єкти інфраструктури. Українська авіація завдала одного авіаудару по місцю зосередження, а артилерія знищила зенітно-ракетний комплекс «Стріла-10».
О 10:05 Київ був обстріляний російськими ракетами «Кинджал». Одна з 4-х ракет була знешкоджена засобами ППО, є незначні руйнування від уламків в Оболонському районі, без жертв. Інші ракетні удари були по Прикарпаттю, в результаті чого є постраждалі. Одна з ракет влучила в приватний будинок. Від отриманих ран померла дитина. Про це повідомила керівник Івано-Франківської ОВА Світлана Онищук. Ще дві ракети атакували Коломийський аеродром. Під ударом опинилися українські льотчики, які скоро поїдуть навчатися на винищувачах F-16.
Російські окупанти вчергове обстріляли населені пункти Запорізької області. У результаті загинула жителька Пологівського району. Унаслідок влучань російських снарядів зруйновані житлові будинки в Оріхові, Преображенці, Малій Токмачці та довколишніх селах. Атака російських воєнних злочинців стала причиною загибелі 70-літньої жінки. Ще двоє осіб, жителі сіл Преображенка та Мала Токмачка, отримали поранення ніг, їх госпіталізовано.
Російські окупаційні війська протягом доби 39 разів відкривали вогонь по різним населеним пунктам Херсонської області. Через російську агресію 1 людина загинула, 10 — дістали поранення.
Президент України Володимир Зеленський наказав звільнити керівників усіх обласних військкоматів по всій Україні після того, як загальнонаціональна перевірка військкоматів виявила численні порушення, зокрема корупцію, зловживання владою та шахрайство, додавши, що їх мають замінити офіцери з бойовим досвідом, які були затверджені СБУ. Рішення було схвалено на засіданні Ради національної безпеки і оборони України і буде виконуватися Головнокомандувачем Збройних сил України Валерієм Залужним.

### 12 серпня
Генеральний штаб повідомив, що наступ продовжується в напрямку Мелітополя та Бердянська, з частковим успіхом в районі Роботиного та окопів, які були зайняті та атаковані контрбатарейним вогнем. Російські війська зосередили свої атаки на Куп'янському, Бахмутському, Авдіївському, Мар'їнському та Шахтарському напрямках, де було відбито до 39 атак. На Куп'янському напрямку росіяни провели невдалі атаки на північний схід від Синьківки, на північ від Кислівки та на південний схід від Андріївки. На Бахмутському напрямку безуспішні обстріли відбулися в районі Кличівки та Білої Гори. На Авдіївському та Мар'їнському напрямках українські війська відбили атаки бойовиків під Авдіївкою та Мар'їнкою. На Шахтарському напрямку були здійснені невдалі спроби повернути втрачені позиції поблизу Урожайного. За добу Росія здійснила сім ракетних ударів, 47 авіаударів та 43 обстріли українських позицій та населених пунктів (є загиблі та поранені серед мирного населення, зруйнована інфраструктура). Військово-повітряні сили України завдали 10 авіаударів по місцях зосередження бойовиків, а артилерія обстріляла зенітно-ракетний комплекс, склад боєприпасів, станцію радіоелектронної боротьби та три артилерійські підрозділи . Командувач Об'єднаних Збройних Сил України генерал Сергій Наєв повідомив, що російська диверсійна група з 10 осіб прорвалася в Сумську область, де була виявлена в районі села Зноб-Новгородське. Диверсанти відступили назад на російську територію після того, як українці відкрили по них вогонь .
Губернатор Олег Синєгубов повідомив, що близько 5:10 ранку російські війська почали обстріл села Куп'янськ-Вузловий, внаслідок чого загинула 73-річна жінка та пошкоджено житловий будинок. Синєгубов додав, що протягом 24 годин росіяни здійснили численні артилерійські та мінометні обстріли населених пунктів у Богодухові, Харкові, Чугуєві, Ізюмі та Куп'янську . 
Міністр внутрішніх справ Ігор Клименко повідомив, що російські війська влучили бомбою в Оріхів, в результаті чого загинув капітан міліції і було поранено 12 осіб, у тому числі чотири співробітники міліції; кілька людей перебувають у критичному стані . У свою чергу, губернатор Дніпропетровської області Сергій Лисак повідомив, що в Кривому Розі стався вибух, який є наслідком російського ракетного обстрілу; про жертви не повідомляється .
Близько 5:10 ворог обстріляв смт Куп'янськ-Вузловий Куп'янського району. Пошкоджено житловий будинок. Загинула 73-річна жінка.
Вночі у тимчасово окупованих кримських містах Феодосії та Новоозерному пролунали вибухи. Пізніше Міноборони РФ заявило про нібито атаку 20 безпілотниками.
Близько 13:10 було нанесено ушкодження Кримському мосту. За повідомленнями Міноборони РФ, удари були здійснені трьома ракетами переробленого комплексу С-200.
Сили оборони України продовжують ведення наступальної операції на двох напрямках та мають частковий успіх в районі Роботиного Запорізької області.
За даними ISW, українські війська продовжили контрнаступ щонайменше на двох ділянках фронту і, як вважають, досягли тактично важливих успіхів уздовж адміністративного кордону між Запорізькою та Донецькою областями. На противагу цьому, росіяни здійснювали атаки вздовж лінії Куп'янськ-Сватово-Кремінна, під Бахмутом, вздовж лінії Авдіївка-Донецьк та на кордоні між Донецькою та Запорізькою областями, не досягнувши жодного підтвердженого прогресу. Крім того, російські військові блогери визнали, що українці зберегли присутність на східному березі Дніпра в Херсонській області, на відміну від попередніх українських рейдів.
Президент Зеленський звернувся до міжнародної спільноти із закликом надати Україні обладнання, необхідне для розмінування. Він нагадав, що міни були встановлені на площі 174 000 квадратних кілометрів, або близько 20% території країни. Росіяни використовували щонайменше 13 типів мін. Особливо щільно була замінована лінія фронту, де заряди мали допомогти зупинити український контрнаступ .
Міноборони Росії повідомило про аварію свого винищувача Су-30 в Калінінградській області через технічну несправність. Екіпаж загинув .

### 13 серпня
Внаслідок російського удару з РСЗВ по селу Станіслав Херсонської області загинули дві людини та є поранений. Окупанти зруйнували й пошкодили 5 приватних житлових будинків. В Широкій Балці загинуло троє людей — двоє чоловіків та жінка, а також дитина віком до 2 років.
Агентство Reuters з посиланням на представника Росії Володимира Рогова повідомило, що українські війська спробували прорвати російську оборону в західній частині Донецької області і захопити плацдарм на схід від села Старомайорське. За словами Рогова, українські солдати захопили плацдарм у північній частині Урожайного після двох тижнів «найважчих і найкривавіших боїв за цей населений пункт»; російські війська все ще контролюють південну частину села. З іншого боку, на південь від Великої Новосілки точилися інтенсивні бої.

### 14 серпня

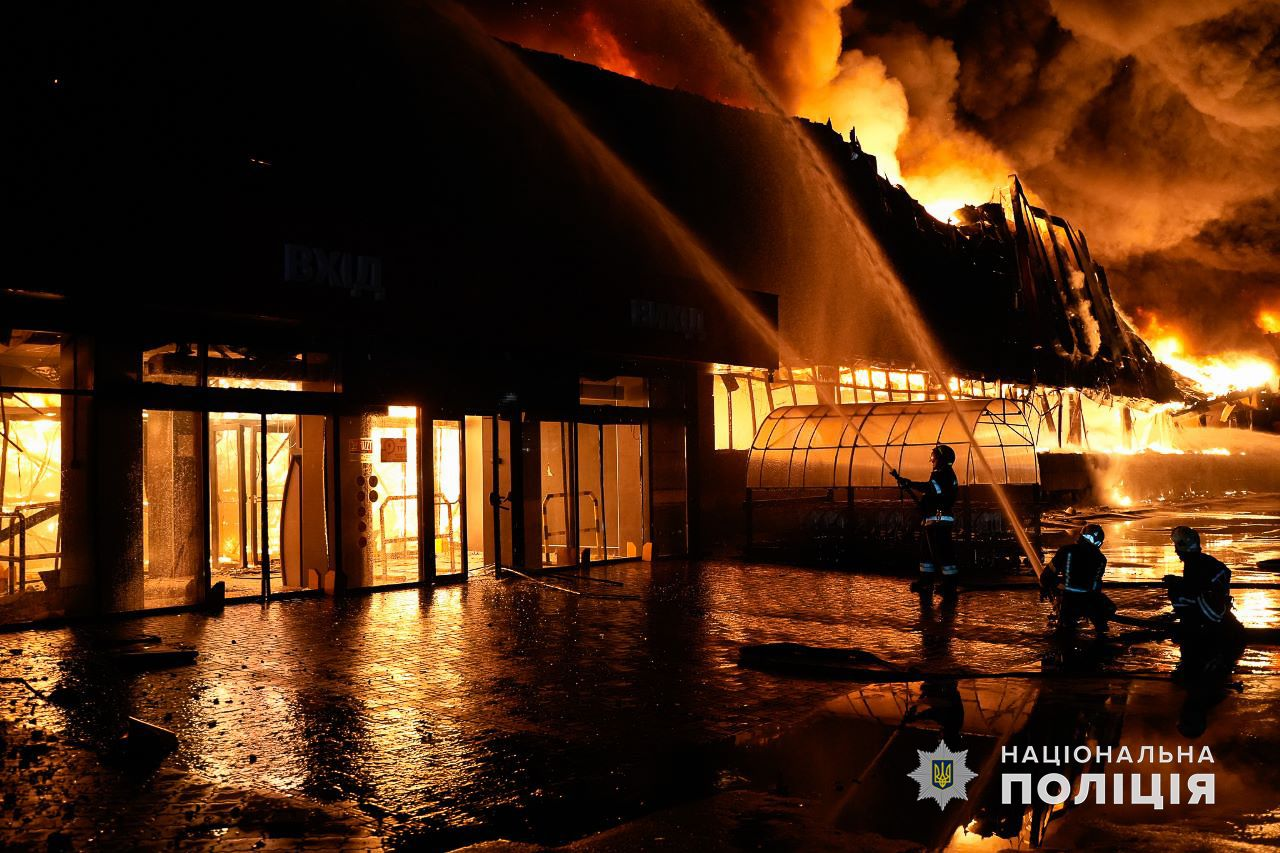
Гіпермаркет в Одесі, 14.08.2023

Вночі російські окупанти здійснили кілька хвиль атак по території України, використавши 15 ударних безпілотників «Shahed-136/131» та 8 крилатих ракет «Калібр». Сили оборони знищили усі повітряні цілі ворога та ліквідували ще один російський вертоліт. Голова Громадської ради при Одеській ОВА Сергій Братчук зазначив, що ворог тричі атакував регіон. Пошкоджено гуртожиток одного з навчальних закладів та супермаркет Fozzy. Загалом, за оцінкою мерії, уламками і вибуховою хвилею пошкоджено понад 200 будівель.
Близько 2:00 ворог завдав ракетних ударів по одному із населених пунктів Запорізького району. Повністю зруйновано два житлові будинки. Врятовано трьох людей, двоє загинуло.
«ЗСУ мають певні успіхи в Урожайному й Старомайорському Донецької області» — заступниця міністра оборони Ганна Маляр.
На Харківщині російські терористичні війська обстріляли прикордонну Козачу Лопань. В результаті загинув чоловік 50-ти років, ще двоє людей отримали поранення. Також потрапило під обстріл селище Подоли, поранено чоловіка і жінку.

### 15 серпня

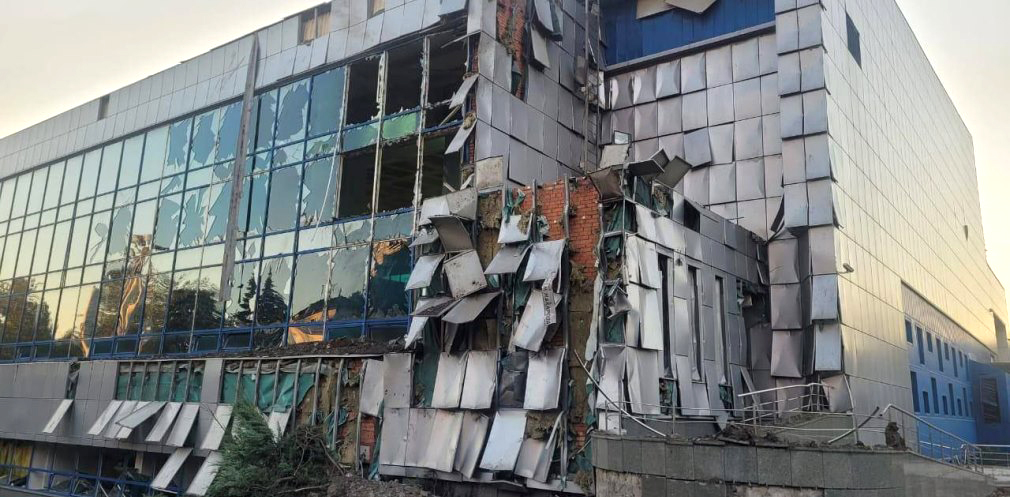
Спорткомплекс у Дніпрі після обстрілу

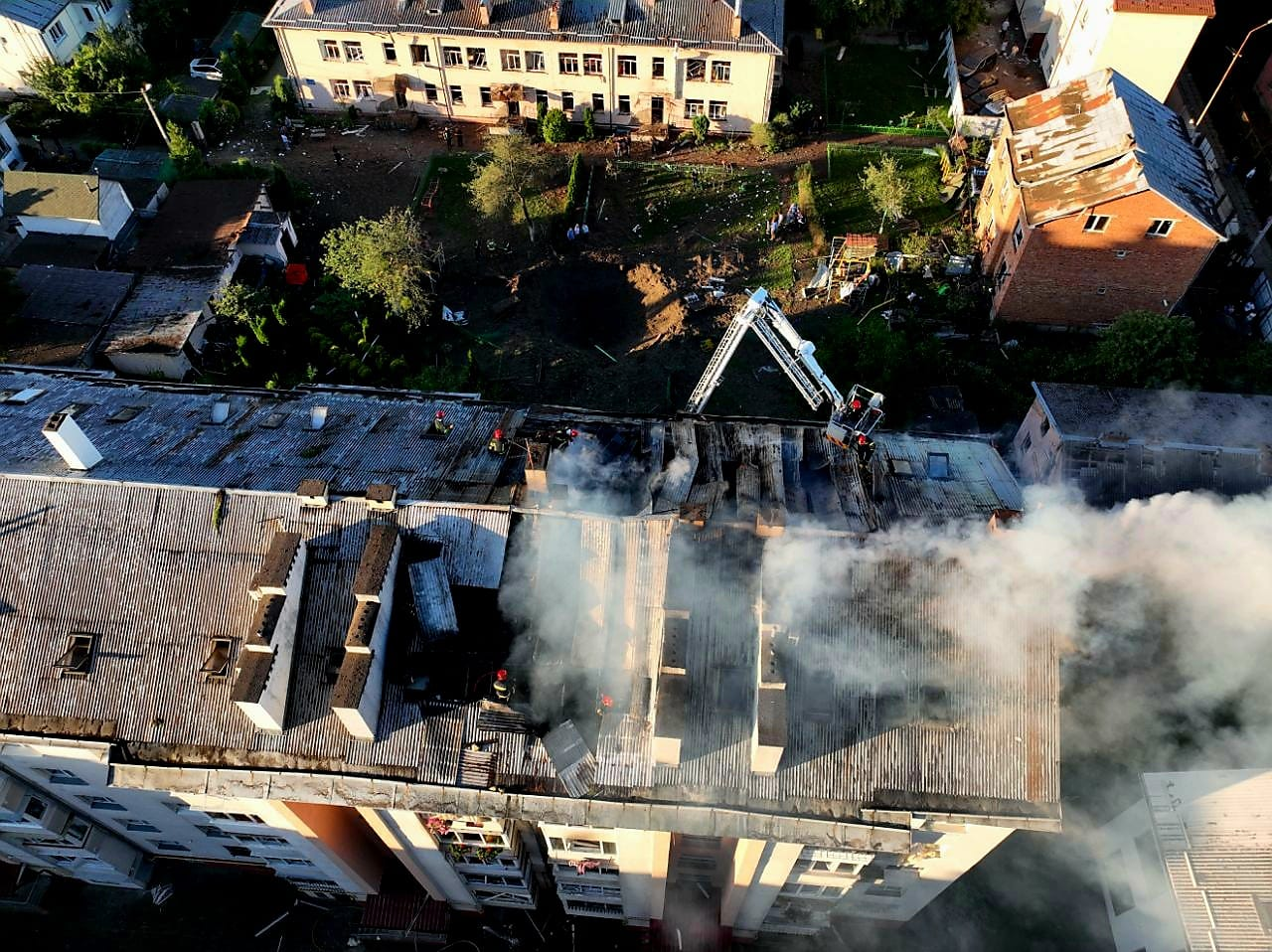
Будинок у Львові після обстрілу

Близько 04:00 російські окупанти завдали ударів по Україні ракетами повітряного та морського базування. Загалом зафіксовано пуски щонайменше 28 крилатих ракет різних типів:
- 4 крилатих ракет Х-22 — з шести літаків дальньої авіації Ту-22М3 (аеродроми базування Сольци, Шайковка);
- 20 крилатих ракет Х-101/Х-555 з 11 літаків стратегічної авіації (аеродроми базування Енгельс, Олєнєгорськ);
- 4 крилатих ракет «Калібр» з фрегата з акваторії Чорного моря (район Ялти).

Крім того, зафіксовано 8 пусків зенітних керованих ракет С-300/С-400 по Дніпропетровській та Запорізькій областях.
Повітряні Сили у взаємодії з підрозділами інших складових Сил оборони знищили 16 крилатих ракет Х-101/Х-555 та «Калібр».
О 4:20 зафіксовано влучання по одному з підприємств та палацу водних видів спорту в Дніпрі. Спалахнула пожежа. 2 людини постраждали.
Також зафіксовані ракетні удари по місту Сміла Черкаської області. Ракети уразили території приватного підприємства та медзакладу. Також частина населеного пункту наразі без води. Без постраждалих.

У Львові внаслідок нічних російських ракетних ударів уламки збитих цілей пошкодили житлові будинки, сталася пожежа. Будинки також були пошкоджені у Суховолі та Ставчанах. Постраждали 19 осіб. У Ставчанах пошкоджено 10 будинків. Відомо про декількох людей, які зазнали легких травм.
На щастя, без жертв. На жаль, багато шкоди. Ракета прилетіла у двір дитячого садка. Пошкоджено більше ста помешкань, вибито понад 500 вікон, зруйновано дитячий садок. 4 людини отримують медичну допомогу — мер Львова Андрій Садовий
У Луцьку 2 крилаті ракети знищили підприємство. «Маємо на сьогодні на 8 годину ранку інформацію про трьох загиблих, 3 поранених» — голова Волинської ОВА Юрій Погуляйко.
Ракети вдарили по заводу із виробництва Підшипників SKF.
Внаслідок ракетної атаки РФ на Івано-Франківщині спрацювала система протиповітряної оборони. Уламки ракети влучили на приватне подвір'я. Пошкоджені господарські будівлі та житловий будинок.
Вдень Росія випустила чотири ракети по Запорізькому району. Пошкоджено будівлю гімназії.

### 16 серпня

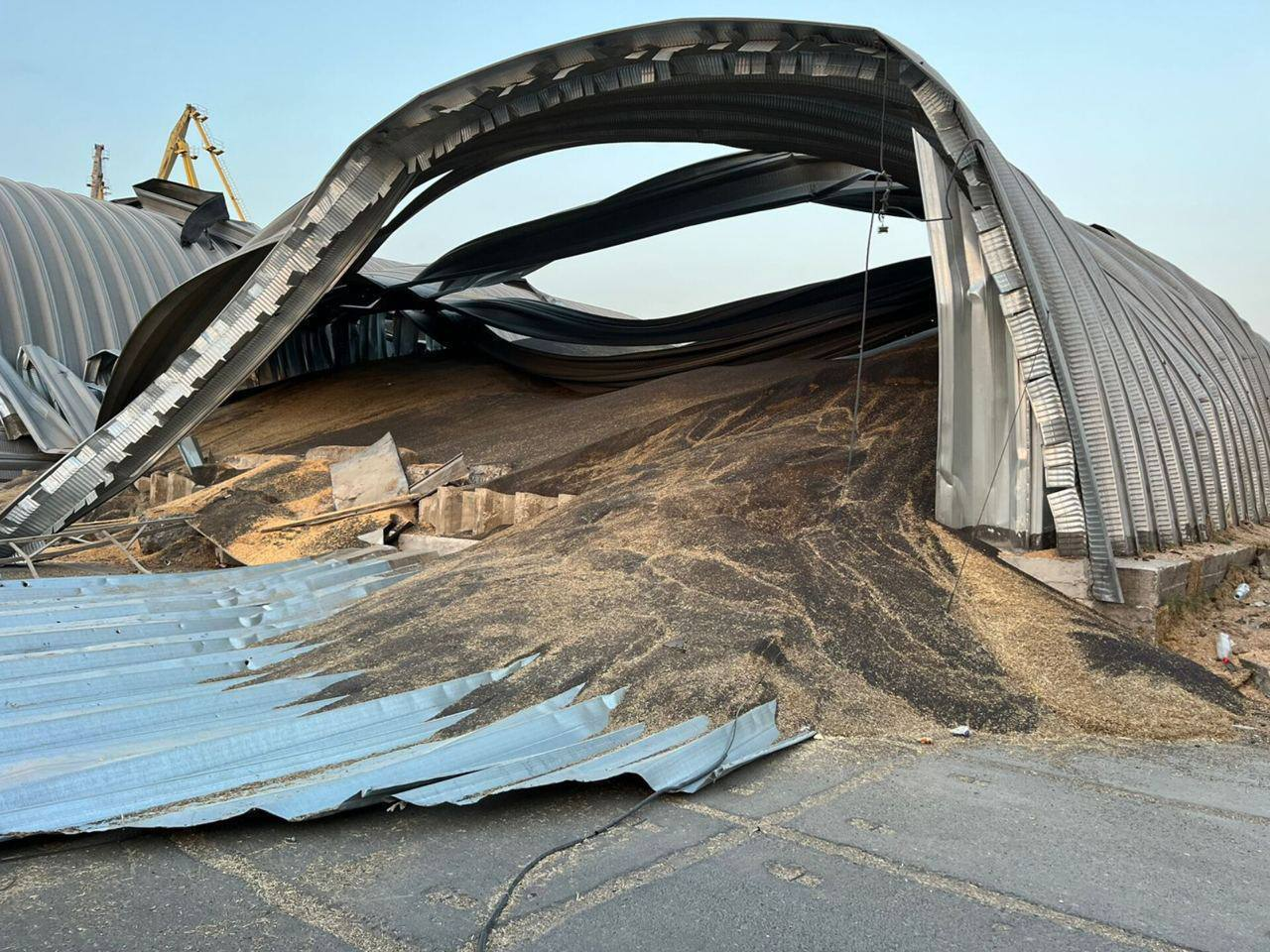
Зерносховище в Одеській області після атаки. 16.08.2023

Вночі Україна була обстріляна БПЛА «Shahed-136/131», всього силами ППО знищено 13 дронів здійснювались у кілька хвиль з південно-східного напрямку (Приморсько-Ахтарськ, Чауда). Було влучання по одному з портів Дуная. Постраждали складські приміщення та зерносховища. Без жертв.
Українські військові звільнили селище Урожайне, що знаходиться неподалік від Старомайорського Донецької області.
Служба безпеки України оприлюднила кадри морських дронів, якими завдають удари по російським кораблям і Кримському мосту.
Російські окупаційні війська зранку атакували Херсон. Ворог влучив по освітньому закладу та території лікарні. Поранення отримали троє людей. Один із постраждалих — пацієнт медзакладу. Вдень завдали чергового удару по селу Львове Херсонської області під удар потрапив житловий будинок. Поранення отримав чоловік похилого віку, його госпіталізували.
Командувач Сухопутними військами України Олександр Сирський наголосив на складностях через наступ на місто Куп'янськ штурмових частин російських військ, які, за його словами, планують блокувати, а потім і захопити місто. У свою чергу, Російська Федерація повідомила про невеликі успіхи на цьому напрямку.

### 17 серпня
Російські війська близько 10 ранку обстріляли Заоскілля в Куп'янську на Харківщині, внаслідок чого загинула жінка 1962 року народження.
Авіація Сил оборони протягом доби завдала сім ударів по районах зосередження особового складу, озброєння та військової техніки російських військ. Також українські захисники знищили два ворожі ударні гелікоптери Ка-52.
Президент України Володимир Зеленський затвердив рішення Ради національної безпеки та оборони України, яке передбачає доручення звільнити всіх начальників обласних військкоматів в країні. Раніше стало відомо, що НАЗК перевіряє спосіб життя понад сотні військкомів. При цьому підозри повідомили для 21 особи. Вісім обвинувальних актів щодо 16 осіб спрямовано до суду.
Російська армія завдала 79 ударів по 20 населеним пунктам у Запорізькій області.
Володимир Зеленський підписав ухвалені парламентом 27 липня закони про продовження дії воєнного стану і проведення загальної мобілізації на 90 днів — до 15 листопада 2023 року.
Бригада «Азов» відновила виконання бойових завдань на фронті, бійці захищають рубежі на Луганщині біля Серебрянського лісництва.

### 18 серпня

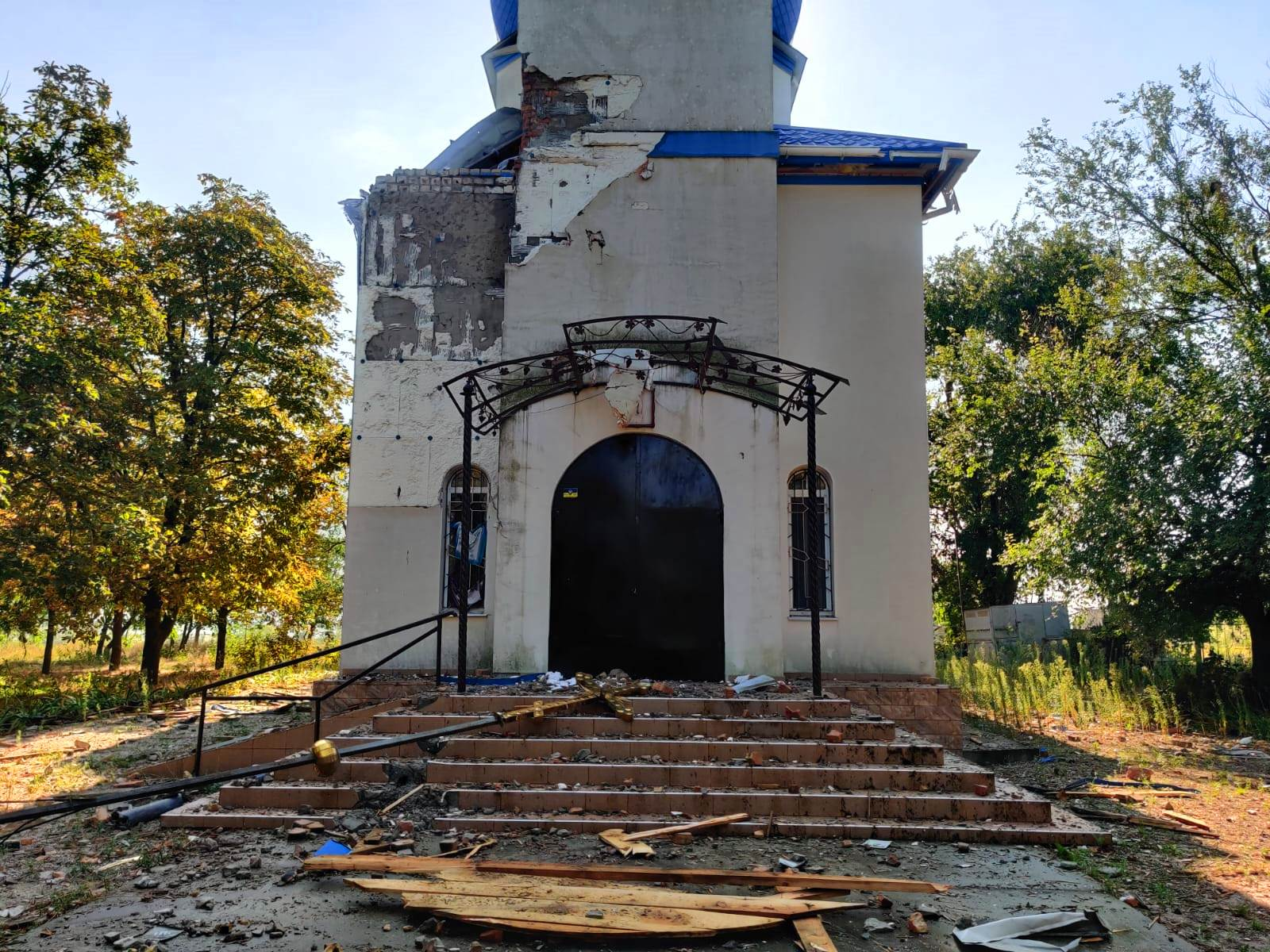
Церква в Дніпровському (Херсонська область) після обстрілу 18 серпня

Представник ГУР Міністерства оборони України Андрій Юсов, повідомив, що з початку повномасштабної війни відбулося 48 обмінів, 2598 полонених захисників і захисниць, а також цивільних повернулися додому. За кілька тижнів контрнаступу Сили оборони України взяли в полон понад 200 російських військових. Кожен п'ятий окупант здався в полон добровільно. Газета New York Times повідомила, що, за оцінками уряду США, майже 500 000 російських військовослужбовців були вбиті або поранені з початку російського вторгнення в лютому 2022 року. Українські сапери зафіксували майже 70 000 загиблих і 100—120 000 поранених, тоді, як кількість загиблих російських солдатів і найманців становила близько 120 000, а поранених — 170—180 000.
У тимчасово окупованому Енергодарі стався вибух на нараді керівників окупаційної поліції, повідомляє Головне управління розвідки Міністерства оборони України.
Український штаб повідомив, що
російські бойовики продовжують наступ у напрямку Мелітополя та Бердянська, закріплюючись на окупованих територіях та ведучи контрбатарейний вогонь. З боку НЗФ основна увага приділялася атакам на Куп'янському, Бахмутському, Авдіївському та Мар'їнському напрямках, де було відбито до 36 атак. На Куп'янському напрямку росіяни провели невдалі атаки поблизу Синьківки. На Бахмутському напрямку невдалі обстріли відбулися у районі Білої Гори та Торецька. На Авдіївському та Мар'їнському напрямках українці відбили атаки поблизу Новокалинового, Авдіївки, Мар'їнки та Красногорівки. Протягом дня Росія здійснила три ракетні удари, 41 авіаудар та 74 обстріли українських позицій та населених пунктів (є загиблі та поранені серед мирного населення, зруйнована інфраструктура). Українська авіація завдала 10 авіаударів по районах зосередження та один по зенітно-ракетному комплексу, а артилерійські обстріли велися по двох районах зосередження, чотирьох артилерійських підрозділах, двох блокпостах та двох радіолокаційних станціях.

### 19 серпня

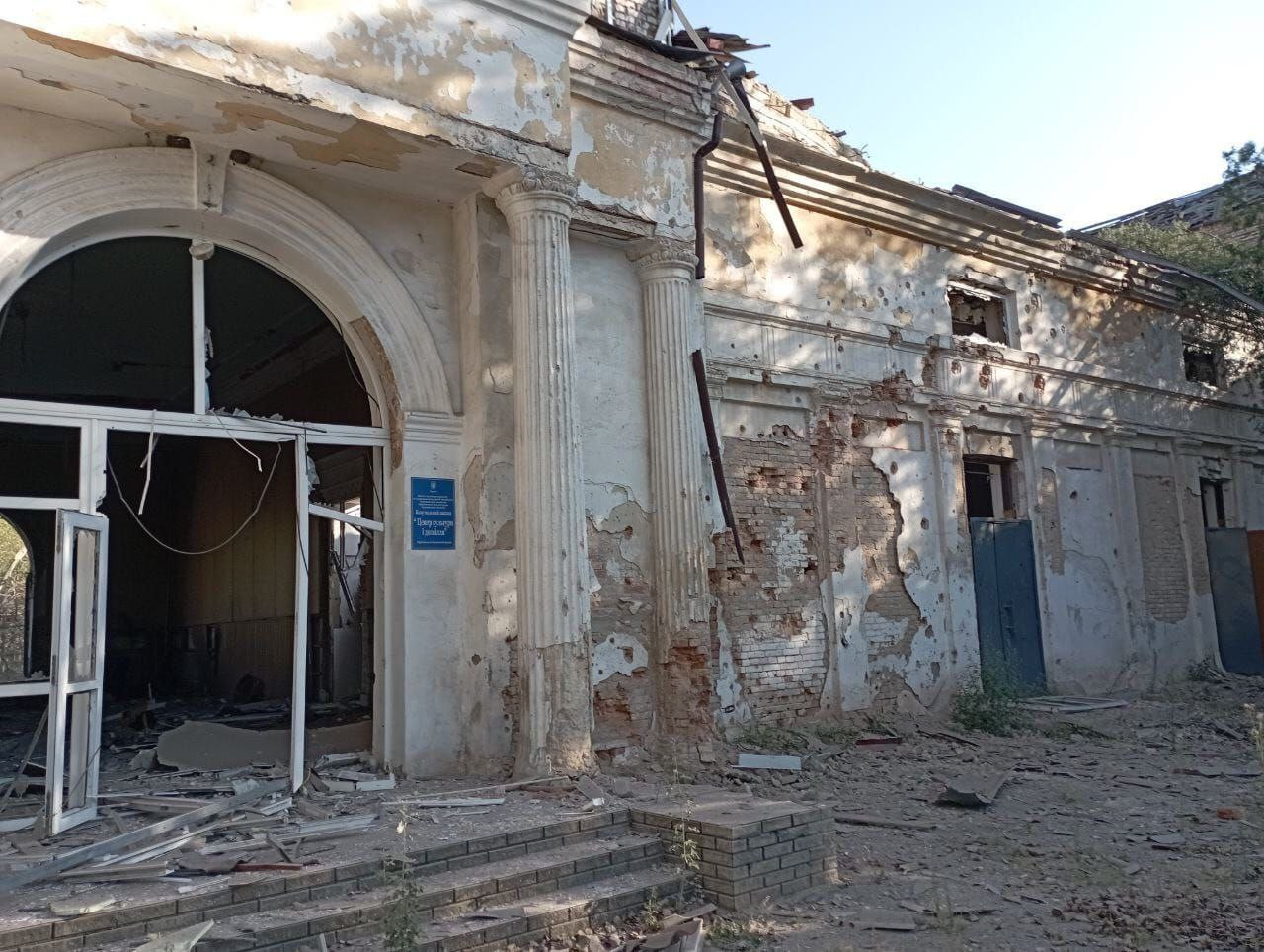
Історична будівля торгових рядів (нині центр культури і дозвілля) в Оріхові після обстрілу

Вночі рашисти атакували з північного напрямку ударними БПЛА «Shahed-136/131». Усього було випущено 17 ударних дронів з району Курська. Вдалось збити 15 дронів.
Вночі російські окупанти обстріляли село Вільча Чугуївського району. Внаслідок атаки пошкоджено житлові будинки та господарські споруди.
Зранку російські війська обстріляли з РСЗВ та артилерії Гуляйполе. Під ударом ворога опинилося подружжя. Відтак внаслідок обстрілу 56-річна жінка загинула, а 61-річний чоловік отримав поранення.
В 11:40 російська армія запустила по центру Чернігова крилату ракету «Іскандер», яка вибухнула над будівлею драматичного театру. Загинули 7 осіб, постраждали 156, серед яких принаймні 15 — діти. В цей вихідний день в будівлі відбувалася виставка дронів фонду Dignitas «Люті Пташки». В місті оголошено триденну жалобу. Крім цього, пошкоджень зазнала пам'ятка архітектури національного значення П'ятницька церква.
Міністр оборони України Олексій Резніков повідомив, що українські пілоти, інженери та техніки розпочали навчання на літаках F-16.
Президент України Володимир Зеленський прибув із офіційним візитом у Швецію, де провів переговори з прем'єр-міністром Ульфом Крістерссоном. Сторони домовились про спільне виробництво БМП CV 90 в Україні. Крім того, Швеція готує передачу Україні нового, 13-го пакету допомоги у сфері безпеки. Швеція розпочала навчання українських військових на Archers. Також пілоти беруть участь у випробуваннях винищувачів Gripen, які Швеція може передати Україні в майбутньому.

### 20 серпня
На Таврійському напрямку Сили оборони України знищили 6 російських складів боєприпасів і 27 одиниць військової техніки, повідомив командувач оперативно-стратегічного угруповання військ «Таврія» Олександр Тарнавський.
Російські окупанти впродовж дня били з артилерії по Нікополю, Покровській, Марганецькій та Зеленодольській громадах на Дніпропетровщині. Пошкоджено 2 житлові будинки, 2 господарські споруди, 2 легкові автомобілі, 2 лінії електропередач.
Нідерланди й Данія зобов'язуються поставити Україні винищувачі F-16 після виконання умов для такої передачі. Про це заявив прем'єр-міністр Нідерландів Марк Рютте під час спільної пресконференції з президентом України Володимиром Зеленським. За словами Зеленського, він домовився з Рютте про кількість F-16, які будуть надані Україні — після тренування українських пілотів та інженерів. «42 літаки. І це лише початок», — сказав Зеленський. Також Україна отримає від Данії 19 винищувачів F-16. Про це повідомив президент Володимир Зеленський після переговорів з прем'єр-міністром Метте Фредеріксен.
РФ заявляє, що український безпілотник врізався в залізничну станцію в Курській області, поранивши 5 людей. Також повідомляють, що військові РФ зупинили безпілотник, який прямував до Москви, а потім розбився в безлюдній місцевості.
О 7 ранку російськими нацистами було обстріляно середмістя Куп'янська поранена одна людина, пізніше о 14:00 окупанти повторили обстріл з РСЗВ. Постраждали 11 цивільних.

## 21-31 серпня

### 21 серпня

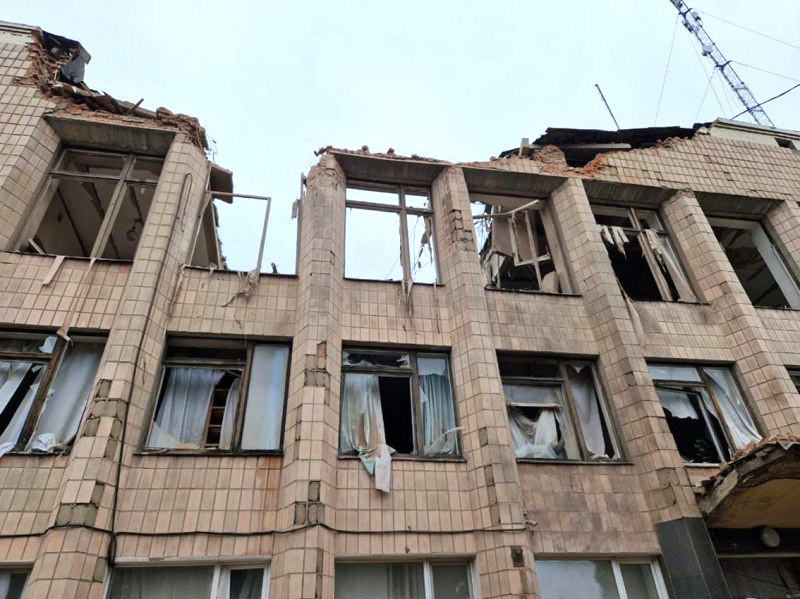
Міськрада Семенівки після обстрілу 21.08.2023

Українські підрозділи мали успіх у Запорізькій області — у напрямку південно-східніше Роботиного та південніше Малої Токмачки. Війська росії намагалися повернути втрачені положення східніше Роботиного.
Російським безпілотником іранського виробництва частково зруйнована міськрада Семенівки в Чернігівській області. Інший безпілотник атакував сусіднє село Янжулівка, вбивши людину.
Представники ГУР повідомили, що близько 10:00 ранку за московським часом російський винищувач Ту-22М був пошкоджений в результаті атаки безпілотника на військовому аеродромі Шайковка у Калузькій області.

### 22 серпня
Російські нацисти зранку завдали ракетного удару по Кривому Рогу. Попередньо постраждала одна людина, пошкоджено 20 приватних будинків.
Генштаб ЗСУ підтвердив, що бійці 47-ї ОМБр після двох місяців запеклих боїв увійшли в межі Роботиного, прорвавши першу лінію оборони російських окупаційних військ, та організували евакуацію мирних мешканців. Водночас на окремих позиціях у селі ще перебувають окупанти, чия артилерія активно обстрілює Роботине.

### 23 серпня
Збройні сили України продовжують контрнаступальні дії на південному напрямку фронту. Українським військам вдалося досягти успіху у районі Новопрокопівки. Продовжуються інтенсивні бойові дії в районі Роботиного на заході Запорізької області.
Вночі, російські терористи атакували Одеську область дронами-камікадзе. Сили протиповітряної оборони знищили 9 дронів типу «Shahed 136/131». Є влучання по виробничо-перевантажувальних комплексах, де спалахнула пожежа, загальною площею 700м2, пошкоджено і зерносховища.
Зранку російські окупаційні війська скинули 2 керовані авіабомби на дитячий садок і житлові будинки Херсона. Внаслідок ударів постраждали 6 людей.
Близько 10 години ранку армія РФ атакувала Сумщину за допомогою ударних безпілотників, було зруйновано школу у Ромнах. На момент удару у школі знаходилось 19 людей, 4 людини загинуло.
Всередині дня з'явились перша інформація про російський вертоліт Мі-8 який з незрозумілих на той час причин приземлився на контрольованій Україною території. Пізніше стали відомі подробиці операції ГУР МО по перельоту вертольота з екіпажем (кодове ім'я «Синиця»).
Близько 19:20 у Тверській області впав літак Embraer Legacy 600, на якому ймовірно перебувало керівництво ПВК «Вагнер», повідомляють про 10 загиблих.

### 24 серпня

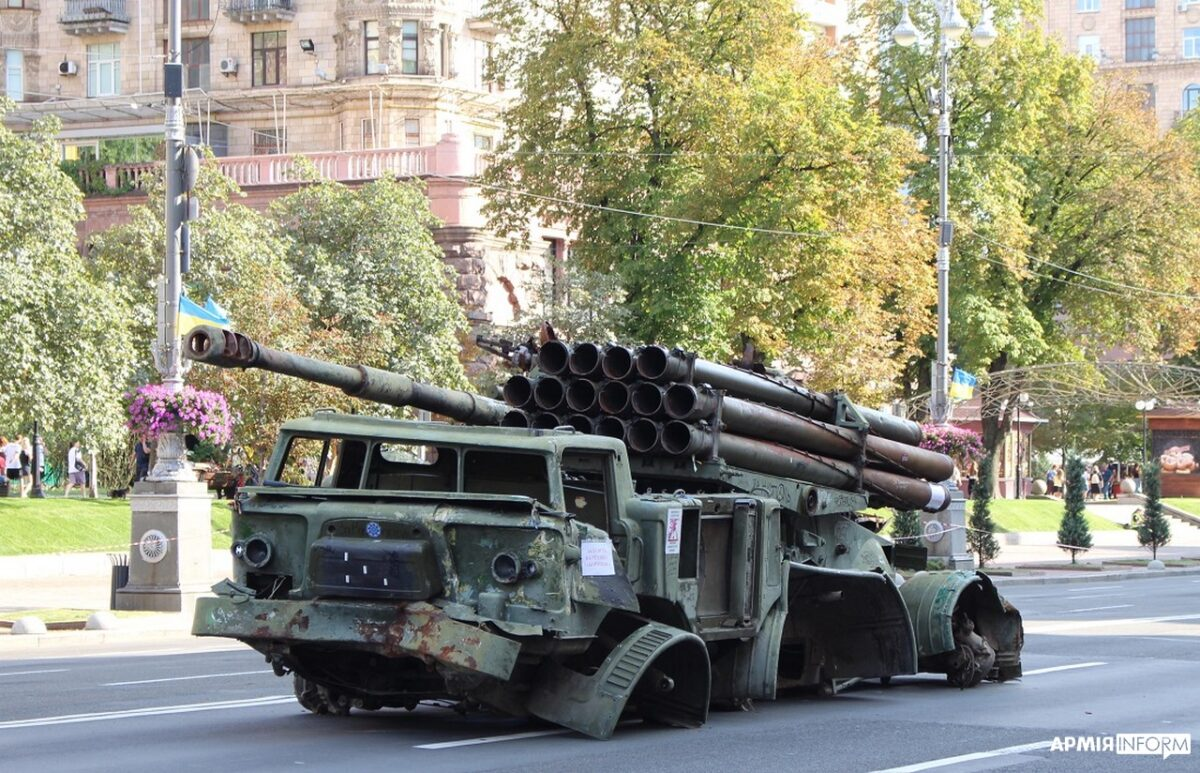
Виставка розбитої російської техніки на Хрещатику до Дня Незалежності України

В 2:30 російські нацисти вдарили ракетами комплексу С-300 по Дніпру. Пошкоджені з десяток об'єктів, серед яких банк, заправка, готель, агрофірма, виробництво меблів та адмінбудівля. Поранено 7 людей.
Російські терористи обстріляли Херсонську область 81 раз, відомо про одного загиблого та трьох поранених, серед яких — дитина, повідомив у п'ятницю голова Херсонської ОВА Олександр Прокудін.
На Кримському мисі Тарханкут відбувся бій. Головне управління розвідки Міноборони України заявило про висадку і повернення своїх підрозділів.

### 25 серпня
Близько 03:44 зафіксовано атаку на Одеську область. Цього разу російські терористичні війська намагалися вразити об'єкти у регіоні «калібрами». Усі ракети були збиті.
Просування частин ЗСУ на Південному напрямку підтверджують британські розвідники. У ЗСУ кажуть, що прорвали найміцнішу лінію оборони російських окупантів на Токмаччині.
На Мар'їнському напрямку Сили оборони України продовжують стримувати наступ російських військ в районі Мар'їнки Донецької області.
На Шахтарському напрямку ЗСУ відбили атаки окупантів в районі Вугледара Донецької області.
Водночас українська армія продовжує наступальну операцію на Мелітопольському напрямку, закріплюється на досягнутих рубежах, здійснює заходи контрбатарейної боротьби.
У Генеральній прокуратурі повідомили про те, що на Житомирщині під час польоту у небі зіштовхнулися два навчально-бойові літаки моделі L-39.

### 26 серпня

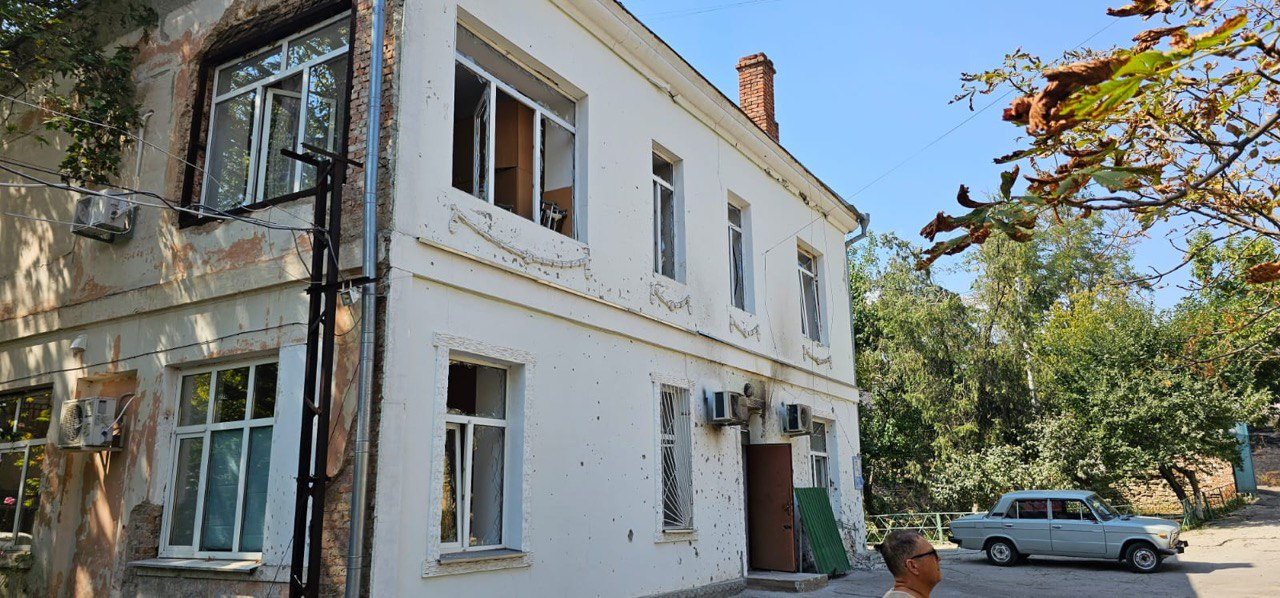
Херсонська обласна лікарня після російського обстрілу. Вибиті двері та вікна.

За повідомленням українського Генштабу, бойовики продовжують наступ у напрямку Мелітополя, закріплюючись на окупованих територіях та ведучи контрбатарейний вогонь. НЗФ атакували в напрямку Лиману, Бахмуту, Авдіївки та Мар'їнки, де було відбито понад 40 атак. На Лиманському напрямку росіяни провели невдалі атаки в районі Новоєгорівки. На Бахмутському напрямку невдалі обстріли відбулися в районі Оріхово-Василівки та Кличівки. На Авдіївському та Мар'їнському напрямках українці відбили атаки поблизу Степового та Мар'їнки. Протягом дня росіяни здійснили п'ять ракетних ударів, 45 авіаударів та 67 обстрілів українських позицій та населених пунктів (є загиблі та поранені серед мирного населення, зруйнована інфраструктура). Українська авіація завдала два авіаудари по блокпостах, 12 - по районах зосередження і два - по зенітно-ракетних комплексах; артилерія атакувала два зенітно-ракетні комплекси, район зосередження і чотири артилерійські підрозділи .
О 10:30 ранку російські війська обстріляли кафе Подоли Куп'янського району. Загинули двоє людей, є один поранений. Місцева військова адміністрація повідомила, що росіяни здійснили (з використанням мінометів, безпілотників, артилерії та гранатометів) 28 обстрілів 10 сіл Сумської області, спричинивши загалом 147 вибухів .
Після 2 години ночі в Росії в Істрінському районі Підмосков'я був збитий безпілотник, що спричинило тимчасове закриття московських аеропортів Внуково, Домодєдово та Шереметьєво . Губернатор Бєлгородської області заявив, що біля села Купино був збитий безпілотник, в селі Уразово внаслідок українських обстрілів були пошкоджені будівлі і поранені чотири людини, а в селі Щетинінка внаслідок обстрілу іншого безпілотника загинула одна людина. Атака з використанням безпілотника також сталася в Брянській області .
На думку ISW, українські сили, ймовірно, наближаються до другої лінії російських укріплень на півдні України, яка, можливо, слабша за першу, але все одно може становити серйозну загрозу. Інститут заявив, що «оборонні позиції, через які просуваються українці, складаються з щільних шарів мінних полів і укріплень, і російські сили виділили значні людські та технічні ресурси для їх обслуговування. Зараз перед українськими військами - лінія російських оборонних позицій, які складаються з більш щільних протитанкових ровів, загороджень типу «зуби дракона» та додаткових мінних полів». Тим часом українці досягли подальшого тактично значущого просування в західній частині Запорізької області, і кілька українських і російських джерел повідомили, що українські війська просуваються, за даними українських і американських джерел, через серію підготовлених російських оборонних позицій, які можуть стати найскладнішим випробуванням для них. Українські джерела повідомили, що росіяни перекинули відносно елітне формування з району Кремінної в район Роботиного в Запорізькій області. На противагу цьому, російські сили здійснювали атаки на лінії Куп'янськ-Сватов-Кремінна, поблизу Бахмута, на лінії Авдіївка-Донецьк і в західній частині Донецької області, але не досягли жодних підтверджених успіхів .
Міністерство оборони Великої Британії повідомило, що в Чорному морі відбуваються сутички військово-морських і військово-повітряних сил навколо стратегічних газових і нафтових платформ, розташованих між Кримом і Одесою. З моменту російського вторгнення Україна атакувала кілька платформ, контрольованих російськими військами, і Росія та Україна періодично їх окупували. За словами міністерства, «платформи забезпечували контроль над цінними вуглеводневими ресурсами. Однак, як і острів Зміїний на заході, вони могли використовуватися як передові плацдарми, вертолітні майданчики і місця розгортання ракетних систем дальнього радіусу дії" .
Корабель «Примус» під прапором Ліберії пройшов з Одеси до Варни, Болгарія, ставши другим кораблем, який зробив це в рамках тимчасового коридору, запровадженого Україною в Чорному морі .

### 27 серпня

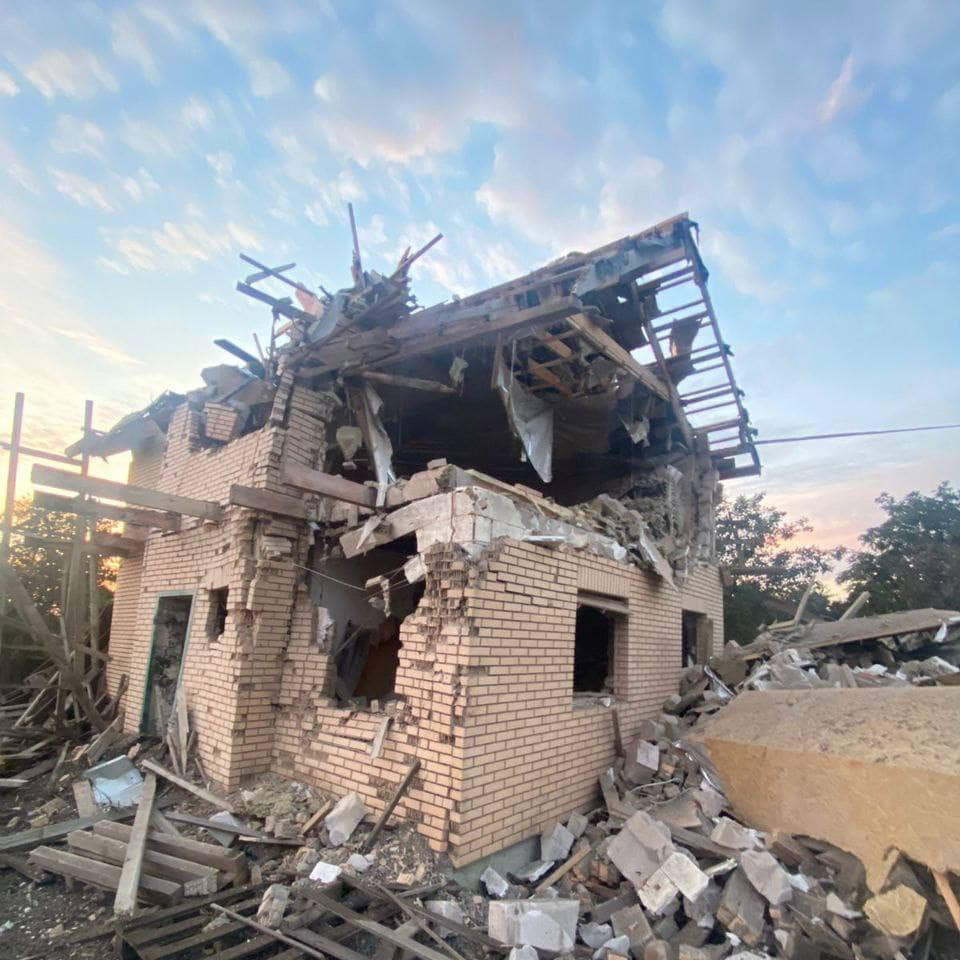
Будинок у селі Руликів, пошкоджений уламками російської ракети. 27.08.2023

Повітряні сили України знищили вночі 4 російські крилаті ракети різних модифікацій Х-101/Х-55/Х-555 У Київській області внаслідок падіння уламків збитих ракет пошкоджено 10 приватних будинків, травмовано двох людей.

### 28 серпня

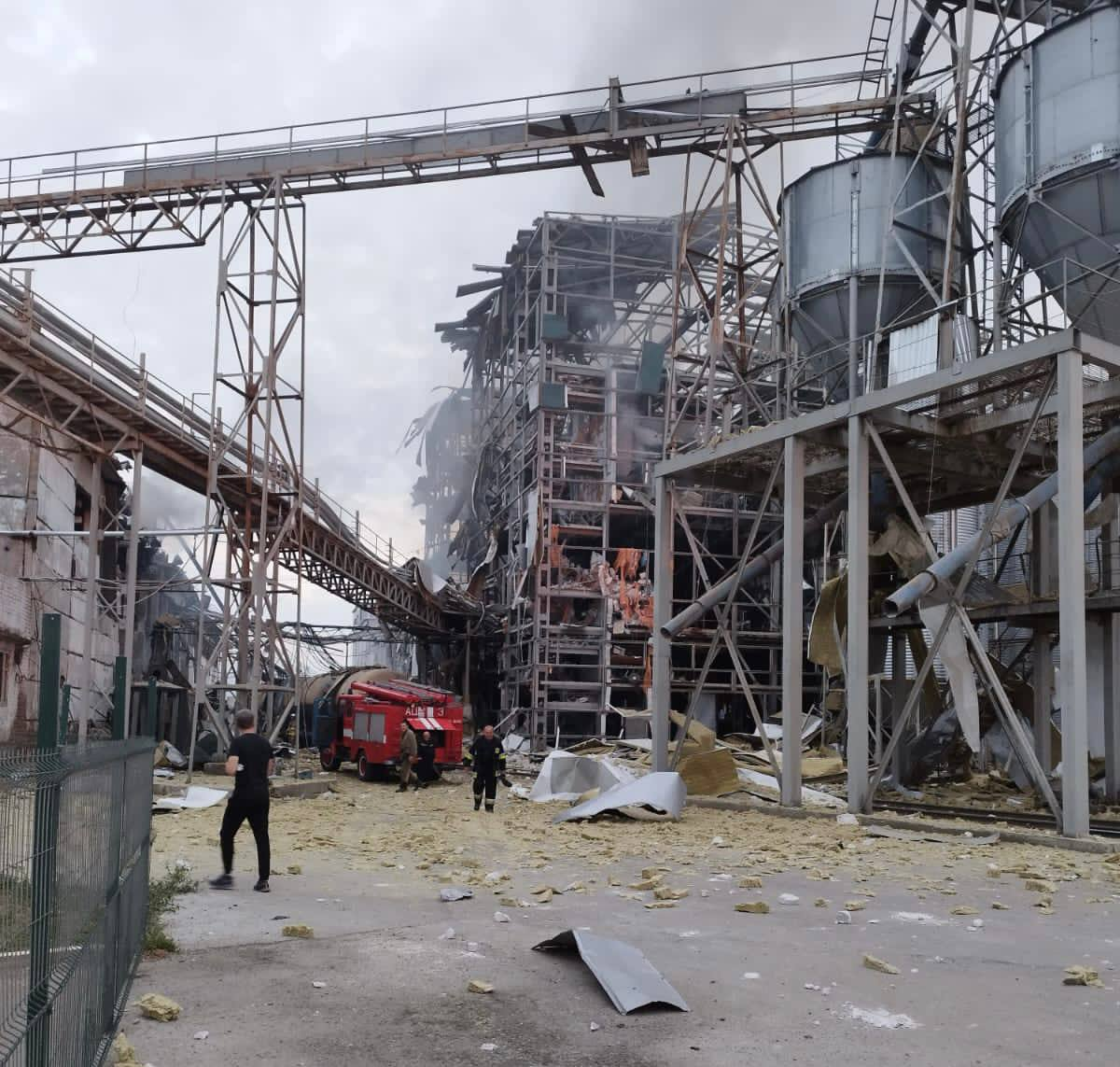
Маслозавод у Гоголевому (Полтавська область) після нічного ракетного обстрілу РФ; чотири людини загинули і п'ятеро отримали поранення.

Вночі російські окупанти здійснили ракетний удар по селищу Гоголеве Миргородського району Полтавської області. Загинуло 3 людини, 5 поранено. Також повністю зруйновано виробничий цех.
У Прикордонній службі України повідомили, що наступ ЗСУ на Мелітополь продовжено, окопуючись в окупованих районах і атакуючи контрбатарейним вогнем. Російська армія намагалась наступати в напрямку Лиману, Бахмута, Авдіївки та Мар'їнки, де було відбито до 32 атак. На Мар'їнському напрямку українські війська відбивали атаки в районі Мар'їнки. На інших напрямках російські війська атакували переважно авіаційними нальотами та обстрілами. Протягом доби Російська Федерація здійснила 8 ракетних ударів, 47 авіаударів і 39 обстрілів українських позицій і населених пунктів (загинули та поранені мирні жителі, зруйнована інфраструктура). Військово-повітряні сили України здійснили вісім нальотів на місця зосередження, один на командний пункт і три по зенітно-ракетним комплексам; артилерія вразила два блокпости, зенітну систему та дві артилерійські установки. Крім того, окупанти продовжили примусову паспортизацію населення території окупованої частини Херсонщини. У Чаплинці окупаційна «адміністрація» вимагала від місцевих жителів отримати російські паспорти до 1 вересня цього року. У разі невиконання цієї вимоги загрожувала конфіскація майна.

### 29 серпня
Речниця оперативного командування «Південь» Наталія Гуменюк повідомила, що російські окупанти відступають після того, як українські війська прорвали лінію оборони у Запорізькій області, стверджуючи, що українські війська наступають, а ворог відступає, переходячи на інші напрямки. На її думку, коли почався прямий наступ українських військ, у противника не було шансів зміцнити прорвану оборону.
У Генштабі ЗСУ повідомили, що українські війська продовжують наступ на Мелітополь і закріплюються у зайнятих районах, атакуючи контрбатарейним вогнем. Росія зосередилася на ударах на напрямках Лиман, Бахмут і Мар'їнка, де було відбито до 35 атак. У напрямку Лиману російські війська безуспішно обстріляли Новоєгорівку та Білогорівку. У напрямку Бахмута безуспішні обстріли велися в районі Богданівки, Курдюмівки та Озарянівки Краматорщини. На Мар'їнському напрямку українці відбивали російські атаки в районі Мар'їнки та Новомихайлівки. За 24 години російські окупанти здійснили 5 ракетних ударів, 60 авіаударів і 68 обстрілів українських позицій і населених пунктів (зафіксовано загиблих і поранених цивільних, а також зруйновану інфраструктуру). Військово-повітряні сили України завдали вісім авіаударів по пунктах зосередження та чотири по зенітно-ракетним комплексам, а артилерія знищила район зосередження та систему ТОС-1А.
У Гуляйполі та сусідніх населених пунктах Запорізької області влада України оголосила обов'язкову евакуацію дітей та людей з обмеженою рухливістю.
Загальний обсяг військової допомоги США Україні з лютого 2022 року становить понад 43 мільярди доларів. Сполучені Штати Америки залишаються союзником України, а Міністерство оборони США має гарантоване фінансування для військової підтримки України до завершення фіскального року 30 вересня. Про це заявила під час брифінгу речниця Пентагону Сабріна Сінгх.
Мер Мелітополя Іван Федоров повідомив, що окупаційну «владу» Токмака Запорізької області переміщують в інше місце, оскільки до міста підступає фронт.

У Краматорському районі Донецької області впали військові гелікоптери Мі-8. Літальні апарати повністю знищені. Шестеро офіцерів 18-ї окремої авіаційної бригади, екіпаж загинули.
Два гвинтокрили Мі-8 виконували бойове завдання. Під час того, як вони летіли на завдання, відбувся виліт російського винищувача Су-35. Для того, аби уникнути імовірного ураження, вони заходили на посадку і сталася авіакатастрофа, — повідомив начальник пресслужби Східного угруповання військ ЗСУ Ілля Євлаш.

### 30 серпня
У Прикордонній службі України повідомили, що українські війська продовжують бої біля звільненого села Роботине. ЗСУ вдалося пробитися в напрямку Новопрокопівки (менше 4 км на південь від Роботиного) та Вербового (10 км на схід від Роботиного). Генерал Олександр Сирський повідомив, що найзапекліші бої точилися в районі Райгородка та Ковалівки на Сватівському напрямку, де російські війська, незважаючи на втрати, намагалися прорвати лінію оборони України, використовуючи бронетехніку; водночас вони перегрупували свої сили і привели нові частини з Росії. За словами військового кореспондента Bild Юліани Репке, «українська армія прорвала головну лінію російської оборони „Лінію Суровікіна“ і наближалася до села Вербове Запорізької області», додавши, що «зуби дракона стримали українських солдатів протягом 24 годин». Тоді в мережі з'явився запис, як російські окупанти стріляють по українських силах. Завдяки геолокації було встановлено, що українці на той момент перебували за «лінією Суровікіна», що підтвердило повідомлення журналіста.
Повідомляється[ким?], що протягом ночі Україна завдала серії ударів з безпілотників по шести регіонах на заході Росії. Одна з атак сталася близько 23:30 і була спрямована на аеропорт у Пскові (біля кордону з Латвією та Естонією), де дислокується 334 транспортний полк. Аеропорт атакували 10–20 безпілотників; була зафіксована серія вибухів. Агентство ТАРС із посиланням на екстрені служби повідомило про пошкодження чотирьох військово-транспортних літаків Іл-76, українська розвідка заявила про знищення чотирьох і пошкодження двох літаків. У Міноборони РФ повідомили, що три безпілотника «були збиті» у Брянській області, два у Рязанській і по одному в московській (аеропорт «Внуково» закрито з міркувань безпеки), Калузькій і Орловській областях (про це повідомив глава Орловської області). два збиті безпілотники, про два повідомив глава Калузької області). За даними влади Брянська і ЗМІ, безпілотники намагалися атакувати місцеву телевежу і нафтобазу «Дружба». Один безпілотник влучив у Брянський завод «Крємній ЕЛ» (великий виробник військової мікроелектроніки), внаслідок чого сталася пожежа. У будівлі слідчого комітету Брянської області пошкоджено дах і вибиті вікна. Увечері над Брянською областю та Кримом було збито ще два безпілотники та одну ракету. BBC повідомило, що «з початку року безпілотники атакували територію Росії та тимчасово окупований Крим понад 190 разів».
Вночі Росія здійснила найбільший напад на Україну з весни. Напади також сталися у Київській та Житомирській областях. У пресслужбі ППО України повідомили, що загалом над Києвом, Черкасами, Одесою, Миколаєвом було збито 43 з 44 повітряних цілей (у тому числі 28 ракет Х-101, Х-55, Х-555 і 16 безпілотників «Shahed 136/131)». Внаслідок нападу на комерційну будівлю у Шевченківському районі Києва двоє людей загинули і щонайменше троє отримали поранення; постраждали житлові будинки в Київській області та гіпермаркет «Ашан» у Києві.
У прокуратурі України повідомили, що вночі російські окупанти обстріляли із комплексу С-300 село Багатир Донецької області, в результаті чого загинули двоє мирних жителів, ще семеро отримали поранення; Пошкоджено 19 будинків.
Приблизно о першій годині ночі за місцевим часом російські війська атакували село Сваркове Сумщини, загинула 82-річна жінка.

### 31 серпня
За словами речника Генерального штабу ЗСУ, українські війська просунулися в напрямку села Новопрокопівка, що на південь від Роботиного, і наступають у напрямку Токмака та Азовського моря, щоб перерізати російські логістичні шляхи. Заступник міністра оборони Ганна Маляр повідомила, що сили оборони України продовжили наступ на південній ділянці фронту, досягнувши успіхів у районі Новоданилівки та Новопрокопівки, де закріпилися на звільнених позиціях. За її словами, українські сили також наступали на південь від Бахмута, де точилися запеклі бої у Кліщіївці, Курдюмівці та Андріївці. Натомість російські окупанти вели безуспішні атаки на
Лиманському напрямку.
Начальник Головного управління ракетних військ, артилерії та безпілотних систем ГШ ЗСУ генерал-полковник Сергій Баранов заявив, що українські війська досягли рівного рівня контрбатарейної боротьби з російськими військами. За його словами, надана країнами НАТО артилерія з дальністю стрільби від 30 до 40 км дозволила українцям знищувати російські артилерійські системи і змусити росіян відвести свою артилерію далі від лінії фронту.
Голова Херсонської обласної державної адміністрації Олександр Прокудін повідомив, що Херсонська область була атакована 61 раз (лише Херсон — 14 разів). За даними місцевої військової влади, протягом доби росіяни 27 разів обстріляли прикордонні райони та населені пункти Сумської области. Зафіксовано 167 вибухів.
Президент України Володимир Зеленський заявив, що Україна розробила нову зброю, яка може вражати цілі на відстані 700 км: «Дальність дії нашої нової української зброї наразі становить 700 км. Завдання — збільшити цю цифру». Зброя була вироблена Міністерством з питань стратегічних галузей промисловости України. Однак раніше російський чиновник заявив, що засоби протиповітряної оборони «нейтралізували невстановлений об'єкт».
Про події наступного місяця — див. у статті Хронологія російського вторгнення в Україну (вересень 2023)